# Lewis Hamilton
Sir Lewis Carl Davidson Hamilton (Stevenage, 7 januari 1985) is een Brits Formule 1-coureur en zevenvoudige wereldkampioen (2008, 2014, 2015, 2017, 2018, 2019, 2020). Hij rijdt anno 2025 bij het team van Ferrari.
Hamilton debuteerde in 2007 als Formule 1-coureur, het jaar waarin hij als tweede rijder naast Fernando Alonso voor het McLaren-team uitkwam. Hij is een van de succesvolste coureurs die de Formule 1 gekend heeft. Hij heeft het record voor aantal pole-positions aller tijden (104), Hamilton is de eerste en enige coureur met meer dan honderd pole-positions op zijn naam. Hij evenaarde het record van de meest gewonnen wedstrijden op hetzelfde circuit (Schumacher 8×) op 19 juli 2020 met de 8e keer winst op de Hungaroring. Op zondag 11 oktober 2020 heeft Lewis Hamilton het meest aantal keer winst geëvenaard (Michael Schumacher 91×) tijdens de GP van de Eifel. Inmiddels heeft hij met 105 overwinningen de meeste keren een Grand Prix gewonnen.

## Carrière in de autosport

### Formula Renault
Na het winnen van verschillende kartingkampioenschappen werd Hamilton gecontracteerd door het team van McLaren uit Woking, dat hem op veertienjarige leeftijd een development contract gaf als lid van het McLaren Young Driver Programme. Dit betekende een enorme duw in de rug voor zijn racecarrière. Hij ging door met winnen in het Europese Kartkampioenschap in 2000 en racete ook in 2001 in de raceklasse Formula Renault UK. In z'n eerste jaar werd hij vijfde in dit kampioenschap. In 2002 werd hij derde en behaalde hij drie overwinningen. In de Formula Renault EuroCup behaalde hij één overwinning.
In 2003 boekte hij zijn eerste grote succes: hij werd kampioen met tien overwinningen, reed negen keer de snelste rondetijd en behaalde elf polepositions. Hij was al kampioen twee wedstrijden voor het einde.

### Formule 3
In 2004 stapte Hamilton over naar de Formule 3 Euroseries. In de eindrangschikking werd hij vijfde met één overwinning en twee keer een derde plaats. Hij won ook nog de Bahrain F3 Superprix. Hij behaalde in de 2005 Formule 3 Euroseries met ASM Dallara-Mercedes vijftien overwinningen en dertien polepositions. Ook won hij de prestigieuze BP Ultimate Masters of Formula 3 op het Zandvoortse circuit, racend voor het dominante ASM-team met de superieure Mercedes HWA-motor, zijn tweede team in die categorie na in 2004 voor Manor Motorsport te hebben gereden.

### GP2
In 2006 nam Lewis Hamilton deel aan de GP2 Series, rijdend voor het ART Grand Prixteam als vervanger van de kampioen van het jaar ervoor, Nico Rosberg, die naar de Formule 1 was overgestapt als tweede rijder voor het Williams F1 Team. In de Europese GP2-race won hij beide races. Vervolgens werd hij de tweede coureur naast kampioen Rosberg, die beide races in één weekend won en in Monaco won hij vanaf poleposition. Hij herhaalde deze dubbele winst op Silverstone en werd de eerste GP2-coureur die beide heats won tijdens twee races. Hij veroverde de GP2-titel in de op een na laatste race, winnend van Nelsinho Piquet, en daarbij verschalkte hij ook zijn meer ervaren teamgenoot Alexandre Prémat.

### Formule 1

#### Seizoen 2007
Na een lange tijd van speculaties of hij, Pedro de la Rosa dan wel Gary Paffett zouden rijden voor McLaren naast wereldkampioen Fernando Alonso voor het Formule 1-seizoen 2007, werd Hamilton eind 2006 benoemd tot tweede coureur.
Bij zijn Formule 1-debuut in Albert Park voor de Australische Grand Prix kwalificeerde Hamilton zich als vierde en sloot hij uiteindelijk de race op een derde plek af achter zijn teamgenoot Fernando Alonso en Kimi Räikkönen in diens Ferrari. Hij was de eerste coureur die in zijn eerste Grand Prix het podium wist te halen sinds Jacques Villeneuve in 1996.

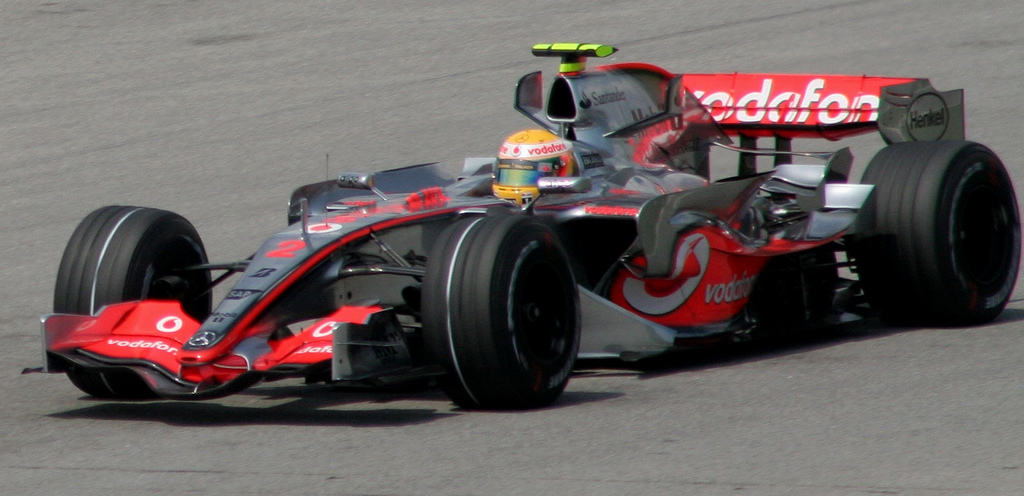
Lewis Hamilton in actie voor McLaren in de GP van Maleisië in 2007.

Voor de tweede Grand Prix van Maleisië op Sepang International Circuit kwalificeerde hij zich net als in Melbourne als vierde. Na een indrukwekkende start en beginfase, waarbij hij als een ervaren Formule 1-piloot beide Ferrari-coureurs de voet dwars zette, eindigde Hamilton de race op een tweede plaats achter teamgenoot Fernando Alonso.
In zijn derde Formule 1-race in Bahrein schreef Hamilton geschiedenis door in zijn eerste drie races als Formule 1-coureur telkens op het podium te finishen. Hij was de eerste debutant in de geschiedenis van de Formule 1 die dit wist te presteren. Zondag 13 mei 2007 eindigde hij weer op het podium tijdens de GP van Spanje op het circuit van Catalunya. Door dit resultaat nam hij voor het eerst in het seizoen 2007 de leiding in het kampioenschap. Bovendien brak hij het record van de jongste WK-leider uit de geschiedenis. Het vorige stond op naam van Bruce McLaren, stichter van Hamiltons team.
Op 9 juni 2007 slaagde Lewis Hamilton erin zijn eerste poleposition te realiseren in Canada. De volgende dag won hij ook de eerste Grand Prix uit zijn carrière. Een week later, op zaterdag 16 juni, veroverde hij z'n tweede poleposition, en op zondag 17 juni 2007 won hij zijn tweede Grand Prix, de Grand Prix van de Verenigde Staten op het circuit van Indianapolis. In Frankrijk eindigde hij vervolgens op de derde plaats, om zich de week erna in eigen land tijdens de kwalificatie voor de Grand Prix van Groot-Brittannië zijn derde poleposition toe te eigenen, maar hij kon die voor zijn thuispubliek niet verzilveren en werd derde. Het was wel zijn negende podiumplaats op rij.
Bij de kwalificatieritten voor de Grand Prix van Europa op de Nürburgring belandde hij na een klapband met hoge snelheid in de bandenmuur. Hamilton kwam ongedeerd uit de crash, maar kon wel pas vanaf de tiende plaats van start gaan. Na een tumultueus verlopen regenrace eindigde hij als negende. Nadat hij bij de negen eerste Grote Prijzen uit zijn carrière telkens op het podium stond, was dit de eerste maal dat hij geen punten scoorde.
Twee weken later reed hij bij de kwalificatieritten voor de Grand Prix van Hongarije aanvankelijk de tweede tijd. Omdat zijn ploegmaat Fernando Alonso tegen het einde van de kwalificatiesessie doelbewust onnodig lang in de pits bleef staan, vertrok Hamilton te laat om nog een snelle ronde te kunnen rijden. Alonso werd door de FIA vijf plaatsen achteruit gezet op de startgrid, zodat Hamilton onverwacht vanaf poleposition kon starten. Hij won de wedstrijd en liep in de stand om het wereldkampioenschap opnieuw uit tot op zeven punten van Alonso.
In Turkije werd Hamilton getroffen door een bandenprobleem, maar wist de pits te bereiken en werd vijfde.
In de Grand Prix van Italië pakte hij samen met Alonso een dubbel in de thuisrace van aartsrivaal Ferrari, door de race als tweede te beëindigen.
Deze prestatie werd gevolgd door een vierde plaats in België op het circuit van Spa-Francorchamps.
Op 30 september 2007 nam Hamilton in Japan een grote stap richting wereldtitel, door in een chaotische regenrace soeverein naar de overwinning te koersen, terwijl titelrivaal Alonso door een crash uitviel.
In China ‒ op 7 oktober ‒ leidde hij de race gedurende 29 ronden, totdat hij door te ver versleten banden onvoldoende tempo kon blijven maken en ingehaald wordt door Räikkönen. Bij het inrijden van de pitsstraat slipte zijn auto en kwam vast te zitten in een grindbak, waardoor zijn race vroegtijdig eindigde en zijn kans om reeds bij deze ‒ voorlaatste ‒ race de wereldtitel te bemachtigen, in rook opging. Martin Whitmarsh zou later verklaren, dat het team verantwoordelijk was voor het te laat plannen van de pitstop, wat weer werd veroorzaakt door de steeds wisselende weersomstandigheden.
In Brazilië ‒ op 21 oktober ‒ had Hamilton de beste papieren om wereldkampioen te worden, maar kwam slecht weg bij de start. Zowel Räikkönen als Alonso haalden hem in. In een poging Alonso direct weer te passeren, schoot Hamilton uit de bocht. Hij kwam terug op de baan, maar even later viel zijn McLaren tijdelijk stil. Hamilton begon aan een knappe inhaalrace, maar de benodigde vijfde plaats voor de wereldtitel bleef ver weg. In de eindstand van het WK werd hij tweede met één punt minder dan de nieuwe wereldkampioen Kimi Räikkönen en gelijk met uittredend wereldkampioen Fernando Alonso. Hamilton werd als tweede geclassificeerd in de eindstand, omdat hij één tweede plaats méér had dan zijn teamgenoot.
Op 3 december won Hamilton drie Autosport Awards, namelijk de Rookie of the Year award, de British Competition Driver en de International Racing Driver.

#### Seizoen 2008
Op 18 januari werd bekendgemaakt, dat Lewis Hamilton zijn contract bij McLaren had verlengd tot en met 2012. Alonso vertrok naar Renault, waarna Heikki Kovalainen zijn nieuwe teamgenoot werd.
In seizoen 2008, won hij vijf Grands Prix’s: Australië, Monaco, Groot-Brittannië, Duitsland en China.
Op 2 november 2008 veroverde Hamilton zijn eerste titel in de Formule 1. Het kampioenschap werd pas vergeven in de laatste race van het seizoen, die van Brazilië. Door een fikse regenbui in de laatste acht rondes van de race leek het er nog heel even op, dat Hamilton wederom het kampioenschap uit zijn handen liet glippen: hij werd immers in de laatste twee ronden ingehaald door Sebastian Vettel en lag toen op de zesde plaats, waardoor hij op 97 punten zou komen te staan. Felipe Massa, die aan de leiding lag, zou met zijn tien punten extra ook een totaal van 97 punten scoren, maar had meer overwinningen, vijf, wat hem het kampioenschap zou geven. In de laatste bocht passeerde Hamilton met veel geluk nog Timo Glock, die vanwege de regenbui bijna geen grip meer kon vinden, omdat hij niet op regenbanden reed. Hierdoor werd Hamilton alsnog vijfde en behaalde een eindscore van 98 punten. Hiermee klopte hij Massa met één punt in de eindrangschikking.

#### Seizoen 2009
Het jaar 2009 begon dramatisch slecht voor de kersverse wereldkampioen. In Australië werd Hamilton uit de uitslag geschrapt, omdat hij en het team een valse verklaring hadden afgelegd tegenover de stewards over het laten passeren van Jarno Trulli tijdens een gele vlag situatie. In de daaropvolgende drie races behaalde Hamilton wel punten voor het kampioenschap, maar de McLaren presteerde de daaropvolgende races dramatisch slecht. Het duurde tot eind juli, voordat Hamilton voor het eerst op het podium stond; in Hongarije behaalde hij de eerste plaats. Daarna volgden nog vier polepositions en een overwinning in Singapore. Ook behaalde hij nog een aantal podiumplaatsen en was hij dé man van de tweede seizoenshelft. Hij eindigde uiteindelijk als vijfde in het WK met 49 punten.

#### Seizoen 2010
In 2010 was Hamilton teamgenoot van regerend wereldkampioen Jenson Button. McLaren bleek dat jaar te horen bij de vier topteams. Samen met Red Bull Racing, Ferrari en Mercedes GP.
Hamilton maakte samen met Alonso, Vettel en Webber nog een kans op de titel tot in de laatste race van 2010 in Abu Dhabi. Uiteindelijk werd hij echter geen kampioen, maar eindigde als tweede achter de nieuwe wereldkampioen Sebastian Vettel. Hamilton werd vierde in het WK van 2010 met 240 punten, zestien punten achter Sebastian Vettel.

#### Seizoen 2011
Het seizoen 2011 begon redelijk voor Hamilton. Na een tweede plaats in Australië en een achtste in Maleisië, won hij de Grand Prix van China. Daarna ging het echter bergafwaarts en eindigde hij nog maar vier keer op het podium, met overwinningen in Duitsland en Abu Dhabi. Hamilton eindigde als vijfde in het kampioenschap met 227 punten, waarbij hij voor het eerst in zijn carrière werd verslagen door zijn teamgenoot. Jenson Button had namelijk 270 punten, waarmee deze als tweede eindigde.

#### Seizoen 2012
Hamilton begon het seizoen 2012 met twee polepositions en drie derde plaatsen op rij. De eerste overwinning kwam pas in de zevende race in Canada. Verdere overwinningen volgden in Hongarije, Italië en op het nieuwe Circuit of the Americas in de Verenigde Staten. Hamilton lag ook onder andere in Singapore en Abu Dhabi nog met een ruime voorsprong aan de leiding, toen hij uitviel met technische problemen.
Op 28 september 2012 werd bekend, dat Hamilton het team van McLaren aan het einde van het seizoen zou verlaten. Hij stapte over naar het team van Mercedes GP, waar hij Michael Schumacher zou vervangen.

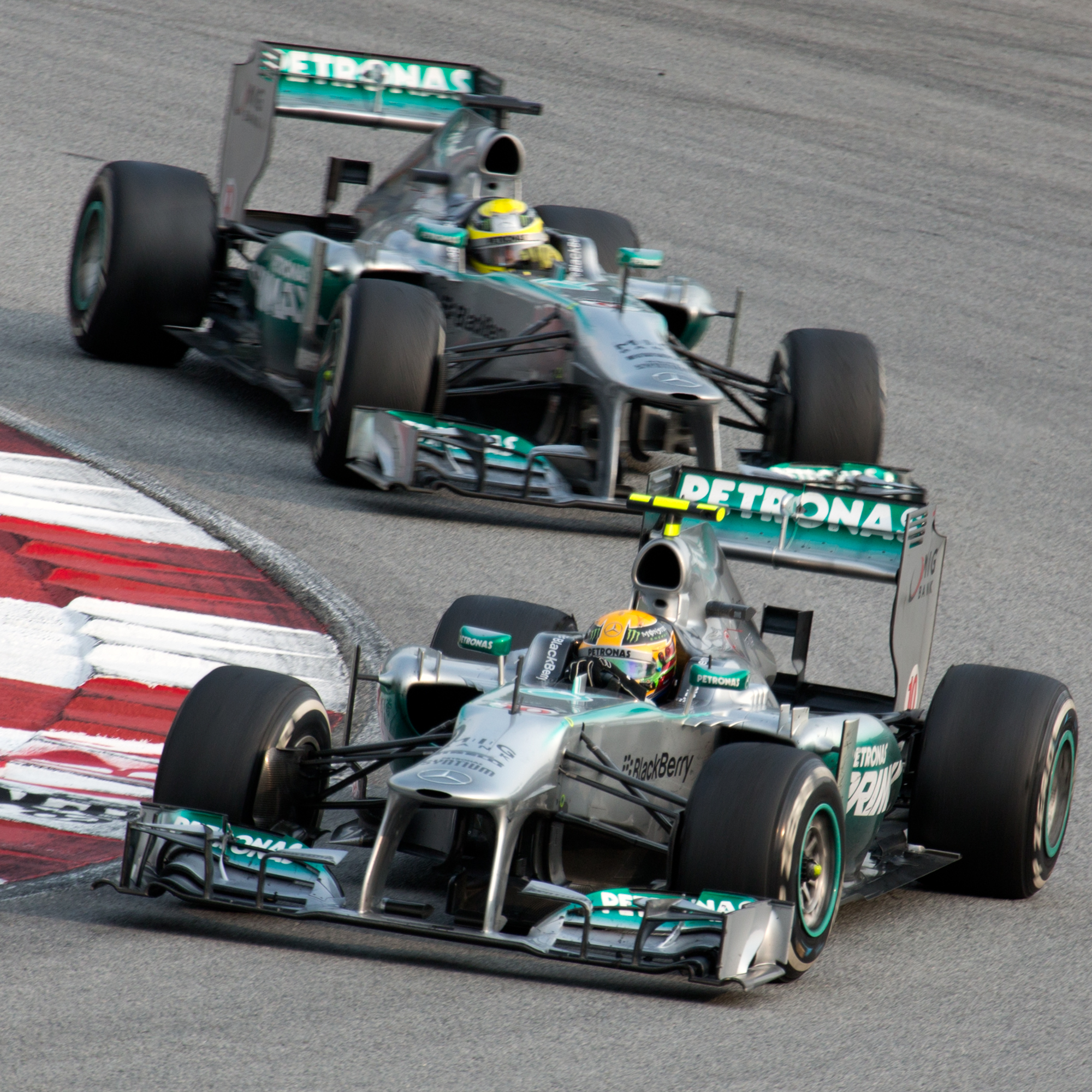
Lewis Hamilton in gevecht met teammaat Nico Rosberg.

#### Seizoen 2013
Hamilton begon het seizoen goed met een derde plaats in de kwalificaties in Australië. Hij eindigde de race uiteindelijk op de vijfde plaats. In de tweede Grand Prix van 2013, die van Maleisië, kwalificeerde hij zich als vierde, waarna hij na een spannend gevecht met de beide Red Bulls en Nico Rosberg derde werd. Het was zijn eerste podium voor zijn nieuwe team Mercedes.
Reeds bij de volgende Grand Prix, die van China, stond hij op poleposition voor Mercedes, precies een jaar na de eerste voor Mercedes (Rosberg, China 2012). Hij eindigde de race uiteindelijk weer op de derde plaats.
Na de derde vrije training van de Grand Prix van Bahrein werd Lewis bestraft voor het verwisselen van zijn versnellingsbak. Na zich als vierde te hebben gekwalificeerd, startte hij de race op een negende plek. Na een tactische wedstrijd eindigde hij op een vijfde plaats. Zo sprong hij in het klassement voor het WK voorbij Alonso, die een pechrace kende, naar de derde plaats.
Bij de start van de Grand Prix van Spanje bezette Mercedes na de kwalificatie de volledige eerste startrij, met Nico Rosberg op pole en Lewis Hamilton als tweede. Tijdens de race ondervond Mercedes echter een veel te hoge bandenslijtage, waardoor beiden wegzakten in het veld. Hamilton eindigde uiteindelijk buiten de punten op de twaalfde plaats.
Ook voor de Grand Prix van Monaco kwalificeerde Hamilton zich op een tweede plaats, direct achter Nico Rosberg. Beiden startten de race goed en bleven één en twee. Maar tijdens het tactische gedoe als gevolg van een Safety Car periode viel Hamilton terug naar de vierde positie, op welke plek hij uiteindelijk ook finishte. Rosberg behaalde de eerste overwinning van het seizoen voor Mercedes.
Tijdens de Grand Prix van Canada reed Hamilton het grootste deel van de race op de tweede plaats, maar enkele ronden voor het einde werd hij ingehaald door Fernando Alonso. Hij veroverde opnieuw een podiumplaats.
De Grand Prix van Groot-Brittannië resulteerde in een vierde plaats voor Hamilton. Nadat hij in de training de snelste tijd had gerealiseerd en in de race aanvankelijk aan de leiding had gelegen, kreeg hij in de achtste ronde een klapband, waardoor hij in eerste instantie ver was teruggevallen. Hij zou echter niet de enige zijn die dit euvel overkwam en mede door het hierdoor ontstane oponthoud wist Hamilton zich uiteindelijk weer op te werken naar de vierde plaats.
Voor de Grand Prix van Duitsland stond hij weer op pole, maar na een slechte start zakte hij terug naar de derde plaats. Door de nieuwe Pirelli's had Mercedes opnieuw wat problemen met de banden. Hamilton viel ver terug, maar na een knappe eindsprint finishte hij toch nog als vijfde.
De Grand Prix Formule 1 van Hongarije ging hem beter af. De Brit stond voor de vierde keer op poleposition, maar in tegenstelling tot in de voorgaande Grand Prix-races wist hij voor te blijven en won hij de race ditmaal. Pirelli had voor deze Grand Prix opnieuw nieuwe banden ingezet, die nog verder waren verbeterd dan die bij de vorige Grand Prix in Duitsland.
De Grand Prix van België: Tijdens een kwalificatie met wisselende weersomstandigheden behaalde hij opnieuw de pole, maar tijdens de race werd hij op de Kemmel Straight ingehaald door Sebastian Vettel. Uiteindelijk moest hij genoegen nemen met de derde plaats.
De Grand Prix van Italië was een minder groot succes. Hij kwalificeerde maar als twaalfde, maar na een sterke slotfase wist hij toch nog als negende aan de finish te komen. Ook tijdens de Grand Prix van Singapore werd hij maar vijfde in de kwalificatie. Ook de race finishte hij op de vijfde stek.
De Grand Prix van Korea leek een succes te worden. Tijdens de eerste en tweede vrije training was hij telkens de snelste. Hij kwalificeerde zich als tweede na Vettel. De race was echter minder. De banden kregen het terug hard te verduren en hij finishte uiteindelijk als vijfde.
Mercedes stopte vroeg met het ontwikkelen van de wagen, waardoor in de rest van het seizoen, een vierde plaats het hoogst haalbare was. Hamilton eindigde het kampioenschap uiteindelijk op de vierde plaats.

#### Seizoen 2014
Het seizoen begon veelbelovend voor Mercedes. Tijdens de pre-seizoen testen werd Mercedes als favoriet getipt voor het nieuwe seizoen, omdat de nieuwe Mercedes heel erg betrouwbaar bleek. De andere teams hadden al vele problemen ondervonden en daardoor toog Mercedes vol vertrouwen naar de seizoensopener in Australië. Lewis Hamilton behaalde de poleposition in een regenachtige kwalificatie, voor thuisrijder Daniel Ricciardo. De race was echter een minder groot succes. Hamilton viel al na drie ronden uit met een motorprobleem. Zijn teamgenoot Nico Rosberg wist de race met een grote voorsprong te winnen.
Tijdens de Grand Prix van Maleisië behaalde Hamilton opnieuw de pole positie. Het was de 33e pole in zijn carrière, waarmee hij op gelijke hoogte kwam met Jim Clark als Brit met de meeste pole posities. Tijdens de race kwam Hamiltons overwinning geen moment in gevaar. Hij won voor zijn teamgenoot Rosberg en Sebastian Vettel.
De voorbereiding op de Grand Prix van Bahrein zag er veelbelovend uit voor Hamilton. In alle vrije trainingen was hij de snelste. Toch behaalde zijn teamgenoot zijn eerste poleposition van het seizoen. In de eerste bocht haalde Lewis, die beter gestart was, Rosberg in. Na enkele ronden van aanvallen liet Rosberg hem uiteindelijk begaan. Nadat aan het einde van de race echter de safety car de baan op was gekomen (na een zware crash tussen Maldonado en Gutiérrez) en Hamilton op de harde band reed, terwijl zijn teamgenoot de zachte om had, werd het toch nog spannend. Hamilton wist echter alle aanvallen af te slaan en won zo voor de eerste keer in zijn carrière de Grand Prix van Bahrein.
Tijdens een natte kwalificatie veroverde Hamilton de pole positie voor de Grand Prix van China met meer dan een halve seconde voorsprong op Daniel Ricciardo. Tijdens de race werd Hamilton nooit bedreigd en reed hij naar zijn derde overwinning op rij, voor Rosberg, vertrokken van P4, en Fernando Alonso.
In Barcelona was het tijdens de kwalificaties voor de Grand Prix van Spanje vervolgens opnieuw Lewis Hamilton die de eerste plaats veroverde. Weliswaar klaagde hij de hele tijd over overstuur, maar uiteindelijk haalde hij het met twee tiende van een seconde voorsprong op Rosberg en een seconde op Ricciardo. Ook tijdens de race was de auto niet zoals het hoorde. Na in het begin te zijn weggereden van zijn teamgenoot, werd het op het einde de race toch nog spannend. Rosberg, op de zachtere banden, kwam tot op minder dan een seconde, maar Hamilton wist hem voor te blijven en zo zijn eerste Grand Prix van Spanje te winnen, zijn vierde overwinning op rij.
Tijdens de Grand Prix van Monaco behaalde Hamilton de tweede plaats in de kwalificatie, na een controversiële poleposition voor Rosberg. Deze verremde zich tijdens zijn laatste ronde, waardoor er gele vlaggen werden gezwaaid en Hamilton zijn tijd niet meer kon verbeteren. Tijdens de race slaagde hij er niet in om zijn teamgenoot in te halen.
Na vervolgens ook in Canada als tweede te zijn gestart, moest Hamilton ongeveer halverwege de race de strijd staken met oververhitte achterremmen en een defect aan de motor. Rosberg, die ook kampte met problemen aan motor en remmen, werd tweede en liep zo uit tot 22 punten. Red Bull-coureur Daniel Ricciardo greep de problemen bij Mercedes aan om naar zijn eerste Grand Prix-overwinning ooit te koersen.
Nadat hij van de baan was geraakt in de laatste kwalificatie van de Grand Prix van Oostenrijk, die op de nieuw leven ingeblazen en tot Red Bull Ring omgedoopte A1 Ring werd gehouden, finishte Hamilton uiteindelijk als tweede, na Rosberg.
In zijn thuisrace op Silverstone startte Hamilton als zesde. De kwalificatie vond plaats onder natte omstandigheden en de Brit brak zijn laatste ronde af, doordat de eerste twee sectoren veel natter waren dan voordien. De laatste sector was echter bijna volledig droog, waardoor hij de pole aan zijn neus zag voorbijgaan. Na een zware crash van Räikkönen en het uitvallen van Rosberg, won Hamilton zijn thuisrace voor het eerst sinds 2008. In de stand om het wereldkampioenschap naderde hij Rosberg tot op vier punten.
Lewis Hamilton crashte in het eerste deel van de kwalificatie van de Grand Prix van Duitsland vanwege een probleem met zijn remmen. Hij moest de race oorspronkelijk vanaf plaats vijftien aanvangen, maar nadat zijn versnellingsbak werd vervangen, kreeg hij nog vijf plaatsen straf op de grid. Na een indrukwekkende inhaalrace, finishte hij uiteindelijk als derde.
Tijdens de kwalificatie in Hongarije trof het noodlot Hamilton opnieuw. Een brandstoflek zorgde ervoor, dat hij de strijd al moest staken in het eerste kwalificatiedeel met een brandende auto. Terwijl hij in de race vanuit de pitsstraat vertrok, startte Rosberg (teamgenoot en, samen met Hamilton, belangrijkste kandidaat voor de titel) vanaf pole positie. Dankzij een natte baan aan het begin van de race en twee safety car situaties, kwam Lewis opnieuw als derde over de streep, vóór Rosberg. Zijn achterstand in het klassement liep terug tot elf punten.
De kwalificatie voor de Grand Prix van België verliep goed. Slechts een probleem met de remmen zorgde ervoor, dat hij poleposition aan zijn neus zag voorbijgaan ten gunste van Rosberg. Hamilton had een zeer goede start en pakte meteen de leiding van Rosberg over. Echter, in de tweede ronde probeerde Rosberg zijn teamgenoot in te halen aan de buitenkant van Les Combes. De poging mislukte, maar Rosberg gaf niet toe. Hij bleef insturen en raakte het achterwiel van Hamilton. Een lekke band zorgde ervoor, dat Hamilton ver terugviel en met bijkomende schade aan de wagen nooit meer dichterbij kon komen. Hamilton gaf uiteindelijk enkele ronden voor het einde op.
In de Grand Prix van Italië waren de rollen tussen beide Mercedes-coureurs weer eens omgedraaid en was het Rosberg die, vanaf plaats twee gestart, aanvankelijk aan kop reed, terwijl Hamilton vanaf poleposition enige tijd nodig had om een minder goede start goed te maken op zijn teamcollega. Die verremde zich echter tweemaal in de eerste chicane en schoot beide malen rechtdoor. De tweede keer kostte hem dat de overwinning, want toen was Hamilton inmiddels zo dichtbij dat hij de koppositie kon overnemen, om die vervolgens niet meer af te staan. Felipe Massa wist zich achter het duellerende Mercedes-tweetal in zijn Williams voor het eerst naar een podiumplek te rijden; hij werd derde.
De kwalificatie van de Grand Prix van Singapore was bijzonder spannend. Hamilton pakte uiteindelijk polepositie met zeven duizendste seconde voorsprong op zijn teamgenoot. Bovendien kreeg die reeds voor de start van de race problemen met een weigerend stuurwiel en moest vanuit de pits starten. Hamilton lag bijna de gehele race aan de leiding en won uiteindelijk voor Vettel en Ricciardo. Rosberg moest noodgedwongen opgeven en zo kwam Hamilton opnieuw aan de leiding in de WK-tussenstand.
Hamilton kwalificeerde zich als tweede voor de Grand Prix van Japan. De race startte achter de safety car wegens te slechte weersomstandigheden. Na enkele ronden kwam die binnen en probeerde Hamilton direct Rosberg, die op pole was vertrokken, in te halen. Halverwege de race slaagde hij hierin met een gewaagde manoeuvre in de eerste bocht. De race werd uiteindelijk negen ronden eerder afgevlagd vanwege een zware crash van Jules Bianchi. Hamilton liep tot tien punten uit op Rosberg.
In de eerste Grand Prix Formule 1 van Rusland startte Hamilton vanaf poleposition. Rosberg kwam in de tweede bocht langszij, maar verremde zich en liet Hamilton weer voor om een penalty te vermijden. Bovendien moest hij direct daarna naar de pits om zijn bij de remmanoeuvre beschadigde banden te laten vervangen. Ook al wist Rosberg zich daarna vanuit het achterveld weer helemaal tot op de tweede plaats naar voren te werken, Hamilton werd niet meer bedreigd en won zo de eerste Grand Prix van Rusland.
Een nieuwe overwinning op het Circuit of the Americas zou Hamilton weer een stap dichter brengen bij zijn tweede wereldtitel. Na dominant te zijn geweest in de vrije trainingen, moest hij toch de pole laten aan Rosberg, ook al omdat hij een probleem had met de remmen. Ongeveer halverwege de race passeerde Hamilton toch Rosberg en reed zo naar zijn vijfde overwinning op rij, zijn tiende van het seizoen. Hierdoor heeft hij 24 punten meer dan Rosberg, met nog twee races te gaan.
Op het circuit van Interlagos werd de kwalificatie een ware thriller. Rosberg pakte pole met amper 33 duizendste voorsprong. Tijdens de race volgde Hamilton bijna de hele race rond de seconde, maar een foutje net voor zijn tweede pitstop zorgde ervoor dat hij weer achter Rosberg de baan op kwam. Hamilton kwam nog tot binnen een seconde van zijn teamgenoot, maar kon nooit echt een aanval wagen. Hamilton hield zo nog 17 punten over van zijn voorsprong op Rosberg in het kampioenschap.
In Abu Dhabi werd het wereldkampioenschap beslist. Hamilton startte als tweede na een rommelig kwalificatierondje. Hij had echter een superstart en lag al voor de eerste bocht voor Rosberg, zijn enige overgebleven rivaal. De afstand bleef ongeveer drie seconden, tot Rosberg te maken kreeg met elektronische problemen. Hamilton leek op weg naar de overwinning, maar Massa kwam nog erg dichtbij. Uiteindelijk bleef hij Massa voor en behaalde zo zijn tweede wereldtitel.

#### Seizoen 2015
Het nieuwe seizoen begon zoals het vorige was geëindigd. Lewis Hamilton pakte de pole in Australië voor teamgenoot Rosberg met meer dan zes tiende seconde verschil. Tijdens de race werd Hamilton nooit echt bedreigd en behaalde zo zijn eerste overwinning van 2015 voor Rosberg en Vettel.
In Maleisië kenden de Mercedes-coureurs enkele problemen tijdens de vrije trainingen en verloren daardoor heel wat tijd. Tijdens een natte kwalificatie behaalde Hamilton wel de pole. De race verliep echter in erg warme omstandigheden, waarin de Ferrari's erg goed voor de dag kwamen. Vettel won voor Hamilton.
In China behaalde Lewis Hamilton de poleposition met amper vier honderdste verschil met Rosberg. Ook de race werd gecontroleerd door Hamilton en hij won uiteindelijk zijn tweede race van het seizoen.
De vierde pole van het jaar kwam er in Bahrein. Hij kwalificeerde er voor Vettel en Rosberg. Vettel moest een extra stop maken voor een nieuwe vleugel, waardoor Hamilton nooit echt bedreigd werd voor de overwinning. Räikkönen reed op een alternatieve strategie naar de tweede plaats voor Rosberg.
Voor het eerst in 2015 kon Hamilton de pole niet veroveren. In Spanje behaalde hij de tweede plaats op zaterdag. Na een mindere start op zondag, bleef Hamilton lange tijd achter Vettel hangen, maar een alternatieve pitstopstrategie zorgde ervoor, dat hij hem toch kon inhalen en alsnog tweede werd. Zijn voorsprong in het kampioenschap werd verkleind tot twintig punten op teamgenoot Rosberg.
Na het incident van het jaar voordien was Hamilton vastbesloten om deze keer wel te winnen in Monaco. Hij veroverde de pole met ruime voorsprong op Rosberg en Vettel. De race werd voortdurend gecontroleerd door Hamilton tot Verstappen met nog een tiental ronden te gaan zwaar crashte: safety car. Mercedes besloot Hamilton een pitstop te laten maken, maar hierdoor kwam hij terug de baan op als derde. In de laatste ronden kon Hamilton Rosberg en Vettel niet meer bedreigen, waardoor hij door deze blunder van zijn team als derde finishte en zijn voorsprong in het kampioenschap zag krimpen tot 10 punten.
De voorbereiding op de Grand Prix van Canada verliep niet vlekkeloos.  Hamilton crashte in de tweede vrije training en in de laatste vrije training registreerde hij de traagste tijd. Hij behaalde echter met ruime voorsprong de pole voor Rosberg en Räikkönen. Na een gemakkelijke race won hij uiteindelijk z'n vierde race van het seizoen.
In Oostenrijk startte Hamilton opnieuw van pole, ondanks een fout in zijn laatste snelle ronde. Tijdens de start werd hij echter ingehaald door Rosberg. Hij finishte de race op plaats 2.

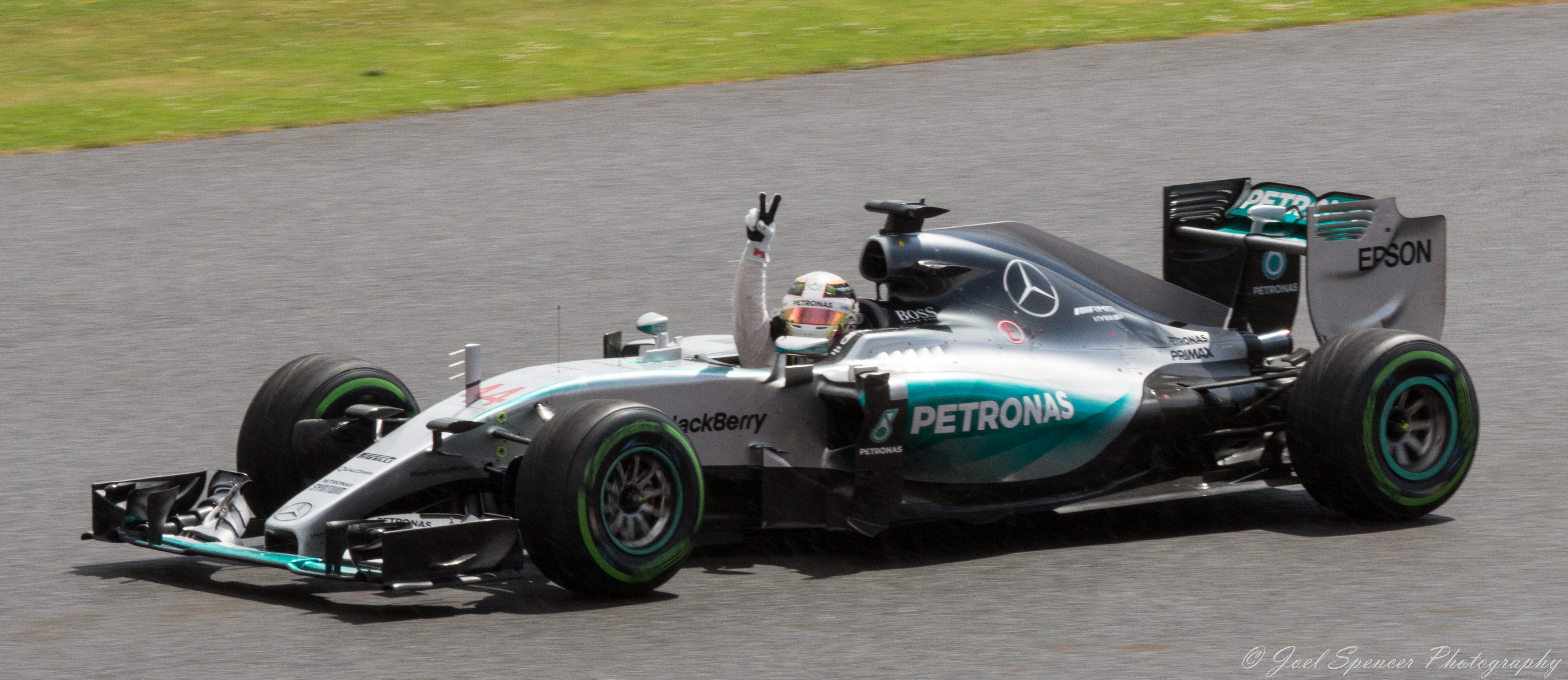
Lewis Hamilton wint zijn thuisrace.

In zijn thuisrace behaalde hij nog maar eens de polepositie. Opnieuw kende Hamilton echter een slechte start en werd hij ingehaald door Massa en Bottas. In een slim tactisch spel rond de bandenwissels wist Mercedes -door eerder te pitten- Hamilton aan de leiding te brengen. Hamilton won voor het tweede jaar op rij in Silverstone.
Hongarije begon veelbelovend: Hamilton was de snelste in alle vrije trainingen en alle kwalificatiedelen. Hij pakte de pole met meer dan een halve seconde voor op teamgenoot Rosberg. De race verliep echter niet zo goed. Bij de start viel hij terug naar P4 en later in de eerste ronde viel hij verder terug naar P10 na van de baan te zijn gegaan (doordat Rosberg terugkwam naar de racelijn bij een inhaalpoging van Hamilton??). Na een inhaalrace kwam hij terug tot P4 toen de safety car op de baan kwam. Bij de herstart was er contact met Ricciardo waarna hij een nieuwe voorvleugel moest halen en later ook nog een drive-through penalty kreeg. Opnieuw viel hij terug naar P13. Na opnieuw een inhaalrace finishte hij uiteindelijk als zesde. Hij bouwde wel zijn voorsprong in het WK uit doordat ook Rosberg terugviel na een aanrijding.
Een jaar na de ophefmakende aanrijding met zijn teamgenoot, was Hamilton in België uit op revanche. Hij behaalde z'n tiende pole van het seizoen met meer dan 0,4 seconden voorsprong. Ook tijdens de race werd hij nooit bedreigd en zo won hij zijn tweede Grand Prix van België.
In Italië bouwde hij zijn voorsprong in het kampioenschap uit tot 53 punten. Hamilton vertrok op pole en werd nooit bedreigd voor de overwinning. Rosberg viel op 2 ronden van het einde uit met een brandende motor. Wel werd het nog even afwachten of Hamilton de overwinning mocht houden nadat er een onderzoek werd gestart naar een te lage bandenspanning tijdens de race. Er werd echter geen actie ondernomen. Zo sloot Lewis het weekend in Italië af met alle snelste tijden tijdens de vrije trainingen en kwalificatie, de overwinning, snelste ronde en alle ronden aan de leiding gereden.
Singapore werd een rampzalig weekend voor Hamilton en Mercedes, Hamilton  kwalificeerde zich als vijfde. In de race leek het beter te gaan; Hamilton kon het tempo van z'n voorgangers volgen, tot hij in ronde 26 plots vermogen verloor en moest opgeven.
In Japan kwalificeerde Hamilton zich als tweede, nadat hij zijn eerste ronde niet meer kon verbeteren door een rode vlag situatie. Hamilton had echter een betere start dan Rosberg en haalde zijn teamgenoot in in de eerste bocht. Hamilton reed onbedreigd naar de finish en won zo evenveel races als z'n idool Senna.
Ook in Rusland kon Hamilton de pole niet veroveren, die was opnieuw voor Rosberg. Tijdens de start probeerde Lewis zijn teamgenoot wel te passeren, maar het lukte net niet. Hamilton kreeg uiteindelijk toch de leiding in handen, toen Rosberg problemen kreeg met het gaspedaal en moest opgeven. Hamilton bouwde zijn puntenvoorsprong in het kampioenschap verder uit.
De GP van de VS werd misschien wel de spannendste van het seizoen. Het GP-weekend werd geteisterd door orkaan Patricia. De tweede vrije training werd geannuleerd en ook het laatste kwalificatiedeel (de kwalificatie werd op zondag verreden) werd niet gereden. Hamilton startte van de tweede plaats op een natte piste. Hamilton had een betere start dan Rosberg en kwam na de eerste bocht aan de leiding. Beide Mercedessen werden ingehaald door de Red Bulls van Kvjat en Ricciardo. Toen de baan begon op te drogen en de rijders overschakelden op droogweerbanden, kwamen Rosberg en Hamilton weer aan de leiding. Tijdens een "virtual safety car-fase", wisselden Kvjat, Ricciardo en Rosberg van banden, terwijl Hamilton doorreed. Tijdens een latere safety car-fase, na een crash van Kvjat, wisselde Hamilton banden en viel terug tot achter Rosberg. Acht ronden voor het einde van de race maakte Rosberg echter een stuurfout, waardoor hij de leiding moest afstaan aan Hamilton, die deze niet meer uit handen gaf en hierdoor zijn derde Formule 1-wereldkampioenschap veilig stelde.
De laatste drie races van het seizoen kenden eigenlijk een gelijkaardig verloop. Rosberg wist telkens de pole te veroveren voor Hamilton en tijdens de race kon Hamilton Rosberg nooit dicht genoeg naderen om een inhaalpoging te wagen. Hamilton finishte in de laatste races telkens als tweede achter zijn teamgenoot.

#### Seizoen 2016
2016 begon voor Hamilton niet al te best, bij de GP van Australië, de GP van China, de GP van Bahrein en de GP van Rusland finishte hij elke keer achter zijn teamgenoot Nico Rosberg. 
In de GP van Spanje raakten Rosberg en Hamilton elkaar al in de eerste bocht en eindigde de race voor beiden.
Hamilton behaalde twee overwinningen achter elkaar in de GP van Monaco en de GP van Canada terwijl zijn teamgenoot Rosberg vijfde en zevende werd, hierdoor liep de achterstand op Rosberg terug van 43 punten naar 9 punten. Tijdens de Europese Grand Prix in Azerbeidzjan won Rosberg en finishte Hamilton als vijfde wat Rosberg op een voorsprong van 24 punten bracht in het klassement.
In de GP van Oostenrijk won Hamilton na een spectaculaire slotronde, die Rosberg als eerste inging. Bij de haarspeldbocht na het eerste DRS stuk, ging Rosberg aan de binnenkant en Hamilton aan de buitenkant, Hamilton reed tegen Rosberg aan wat Rosberg een stukje voorvleugel kostte. Rosberg's voorvleugel bleef weerstand geven op het wegdek en hij finishte als vierde. Verschil 11 punten in het voordeel van de Duitser.
Tijdens de GP van Groot-Brittannië profiteerde Hamilton van het feit dat het Mercedes team informatie gaf aan Rosberg via de boordradio. Het was verboden om dat soort informatie aan de rijder te geven, dit betekende dat Rosberg van plaats 2 naar 3 ging, maar wel de leider bleef in het klassement.
In de GP van Hongarije finishte Hamilton als eerste, wat ervoor zorgde dat Hamilton op 6 punten voorsprong kwam.
In de GP van Duitsland kreeg Rosberg een tijdstraf omdat hij Max Verstappen buiten de baan duwde. Gevolg, vierde plaats Rosberg, 19 punten voorsprong voor Hamilton.
Helaas voor Hamilton won Rosberg de 3 races die erop volgde, de GP van België, de GP van Italië en de GP van Singapore. Hamilton eindigde een keer tweede en twee keer derde wat ervoor zorgde dat Rosberg een voorsprong van acht punten had.
De pechduivel trof Hamilton in de GP van Maleisië toen hij in leidende positie met vijftien seconden voorsprong op zijn concurrenten moest uitvallen omdat zijn motor het begaf.
Hamilton had zijn tweede en laatste DNF van het seizoen en 23 punten achterstand.
De GP van Japan ging ook naar Rosberg, Hamilton werd derde en had 33 punten achterstand.
In de GP van de Verenigde Staten, de GP van Mexico, de GP van Brazilië en de GP van Abu Dhabi werd Hamilton steeds eerste en Rosberg steeds tweede, Rosberg hield 5 punten voorsprong in het kampioenschap en werd voor het eerst in zijn carrière wereldkampioen.

#### Seizoen 2017
2017 begon goed voor Hamilton hij nam pole bij de GP van Australië voor Vettel. Hamilton had een goede start hij kon de leiding behouden. Hamilton kwam de pits als eerste binnen en moest Max Verstappen passeren om zijn eerste plaats te behouden. Dit lukte hem niet waardoor Vettel als eerste op de baan kwam na zijn pitstop. Vettel wint de race voor Hamilton. Hamiltons nieuwe teammate Valtteri Bottas eindigt als derde. Voor het eerst sinds 2014 was er geen Mercedes rijder aan de leiding in het wereldkampioenschap na de eerste race.
In de tweede race van het seizoen, de GP van China, nam Hamilton opnieuw de pole voor Vettel. Hamilton zijn start was goed en hij behield de leiding. Hamilton reed een comfortabele race en won de race voor Vettel en Verstappen. Het aantal punten van Vettel en Hamilton was nu gelijk.
In de Grand Prix van Bahrein kon Hamilton voor het eerst in zes races geen pole veroveren. Zijn teamgenoot Valtteri Bottas nam de pole. Bottas kon deze pole niet omzetten in zijn eerste Formule 1 winst, hij werd derde. Vettel won de race voor Hamilton.
Bij de Grand Prix van Rusland kwalificeerde Hamilton zich als vierde, terwijl beide Ferrari’s de eerst rij voor zich namen met Vettel op pole. Bij de start kon Bottas beide Ferrari’s voorbijsteken, door een perfecte start. Hij won de race voor Vettel en Räikkönen. Hamilton eindigde de race op een vierde plaats.
In de Grand Prix van Spanje kon Hamilton opnieuw pole nemen. In de race startte Vettel beter waardoor hij Hamilton kon passeren. Door een goede strategie van Mercedes kon Hamilton de race toch nog winnen voor Vettel.
In de Grand Prix van Monaco raakte Hamilton tijdens de kwalificatie niet door Q2, door een crash van Stoffel Vandoorne. Hij start vanaf plaats 13. In de race kon hij verschillende plaatsen goedmaken en finishte op plaats 7, dat terwijl zijn titelrivaal Sebastian Vettel de race won. Vettel had nog steeds de leiding in het kampioenschap. Doordat Vettel 25 punten kreeg en Hamilton maar 6 punten kreeg, vergrootte hij zijn leiding in het kampioenschap tot 25 punten.
Na Monaco kon Hamilton zich herpakken en nam pole in de Grand Prix van Canada. Hij won de race met gemak. Vettel kon nog vierde worden ondanks dat hij in het begin van de race zijn voorvleugel moest vervangen.
In de Grand Prix van Azerbeidzjan nam Hamilton opnieuw pole voor Vettel. Hamilton had een goede start met Vettel die op plaats 2 reed. Door mechanische problemen voor Max Verstappen enDaniil Kvjat kwam de safety car op de baan. Zowel Hamilton als Vettel pitten voor nieuwe banden en komen in dezelfde volgorde terug de baan op. Hamilton klaagt meerdere keren over de safety car, die volgens hem te traag reed. In ronde 19 leed dit tot een incident tussen Vettel en Hamilton. Hamilton hield in zodat hij ver genoeg buiten de safety car lijn bleef, Vettel reed door deze actie op de achterkant van Hamiltons Mercedes aangezien hij dit niet verwacht had. Vettel beschuldigt Hamilton van hem te "brake checken". Als gevolg hiervan geeft hij Hamilton een tik door zijn banden tegen Hamiltons banden te tikken. Na een nieuwe rode vlag ging de race opnieuw door, Vettel kreeg een tien seconde stop-go straf voor zijn eerdere actie. Hamilton moest ook opnieuw binnenkomen doordat zijn headrest loskwam en deze vervangen moest worden. Door deze incidenten kon Daniel Ricciardo de race winnen. Hamilton eindigt de race op P5 en Vettel op P4. Na de race werd er nog veel gediscussieerd over het incident en deden beide rijders verschillende uitspraken over elkaar.
Na de race in Azerbeidzjan moest Hamilton een nieuwe versnellingsbak plaatsen waardoor hij een vijf plaatsen gridpenalty kreeg. Hierdoor startte hij op plaats acht in de Grand Prix van Oostenrijk. Hij finishte uiteindelijk als vierde terwijl zijn teamgenoot Bottas de race won.
In de Grand Prix van Groot-Brittannië nam Hamilton pole met een grote voorsprong. Vettel startte op plaats drie. Hij won de race met gemak, hij reed elke ronde aan de leiding. Vettel finishte zevende doordat hij in de laatste ronde een platte band kreeg. Heel even leek het dat Hamilton op voorsprong ging komen in het wk, maar Vettel behield die met maar een punt.
In de laatste race voor de zomerstop, de Grand Prix van Hongarije, kwalificeerde Hamilton zich als vierde terwijl Vettel pole nam. In de race vond Hamilton dat hij de Ferrari’s voorbij kon steken dus vroeg hij aan het team of hij voorbij Bottas mocht. Als hij geen van Ferrari’s kon voorbijsteken zou Bottas de positie terug krijgen. Hamilton mocht dan ook voorbij Bottas, maar kon geen positie opmaken. Bottas mocht in de laatste ronde terug voorbij Hamilton en Hamilton eindigt als vierde. Vettel won de race. De stand in het kampioenschap was nu 202 punten voor Vettel en 188 punten voor Hamilton.
Na de zomerstop was er de Grand Prix van België die goed begon voor Hamilton. Hij veroverde pole en evenaarde zo het record van Michael Schumacher van 68 poles. Op de dag van de race verliep alles vlot voor Hamilton en won hij de Grand Prix van België, Vettel werd tweede.
In de Grand Prix van Italië kon Hamilton in regenomstandigheden pole veroveren waardoor hij nu de recordhouder is van de meeste poles in Formule 1. Vettel, voor wiens team Ferrari het hun thuisrace was, kwalificeerde slechts als achtste. Door gridpenalty’s voor Max Verstappen en Daniel Ricciardo startte Vettel toch nog als zesde. Hamilton won de race en Vettel werd derde. Door dit resultaat nam Hamilton voor de eerste keer in 2017 de leiding over het kampioenschap met 238 punten voor Vettel met 235 punten.
In de Grand Prix van Singapore nam Vettel pole terwijl Hamilton zich als vijfde kwalificeerde. Vettel had geen ideale start, zijn teamgenoot Kimi Räikkönen had een zeer goede start van plaats drie. Door deze start werd Max Verstappen, die op plaats twee stond, 'geplet' door de Ferrari’s. Alle drie lagen ze uit de race, door de schade die ze hadden opgelopen bij de crash. Dit was echter perfect voor Hamilton die zo de race kon winnen. Door Vettel zijn DNF had Hamilton een 27 punten voorsprong.
De Grand Prix van Maleisië begon goed voor Hamilton. Hij nam pole, terwijl Sebastian Vettel er al uit lag in Q1 en moest starten vanaf plaats twintig. Hij had een mechanisch probleem opgelopen en kon daardoor niet meedoen aan de kwalificatie. In de race kon Verstappen Hamilton passeren, hij kon de race toch nog als tweede eindigen. Verstappen wist zo zijn eerste overwinning binnen te halen van het seizoen. Vettel werd vierde. Hamilton vergrootte opnieuw zijn voorsprong op Vettel.
Na Maleisië wilde Vettel terugkomen in de Grand Prix van Japan en kon op de tweede plaats starten door Bottas zijn gridpenalty. Hamilton nam voor de tiende keer dit seizoen pole. Hamiltons start was goed en hij behield de leiding. Vettel verloor een aantal plaatsen in de eerste ronden en klaagde over geen vermogen te hebben. Vettel kon niet verder racen en had zijn tweede DNF van het seizoen. Hamilton won opnieuw en kon zijn leiding weeral vergroten.
In de Grand Prix van de Verenigde Staten kon Hamilton de wereldtitel al veroveren als hij won en Vettel buiten de top 5 eindigde. Hamilton veroverde weeral pole terwijl Vettel plaats twee nam. Bij de race had Vettel een betere start dan Hamilton en greep de eerste plaats. Niet veel ronden later kon Hamilton Vettel terug inhalen en won de race. Vettel werd tweede waardoor Hamilton nog geen wereldkampioen was. De kans dat hij dit in Mexico zou waarmaken was wel groter. Hamilton zijn team Mercedes veroverde door Hamilton zijn overwinning en Bottas zijn 10 punten de constructeurstitel voor de vierde keer op rij.
In de Grand Prix van Mexico nam Sebastian Vettel pole terwijl Hamilton zich als derde kwalificeerde. Bij de start gingen Vettel, Verstappen en Hamilton met drie in bocht 1. Hamilton kon Vettel passeren en Verstappen nam de leiding. Vettel raakte Hamilton in bocht 2 met zijn voorvleugel waardoor Hamilton een platte band kreeg. Ze moesten beide pitten, Vettel voor een nieuwe voorvleugel en Hamilton voor nieuwe banden. Doordat Hamilton met een platte band terug moest naar de pits kwam hij veel later terug de baan op dan Vettel, die kon al veel vroeger beginnen inhalen dan Hamilton. Na de inhaalrace werd Vettel vierde en Lewis Hamilton negende. Dit was genoeg voor Hamilton om zijn vierde wereldtitel binnen te halen. Hamilton werd de vijfde Formule 1 rijder die vier wereldtitels wist te winnen na Juan Manuel Fangio, Alain Prost, Michael Schumacher en Sebastian Vettel.
De volgende race, Grand Prix van Brazilië crashte Hamilton in Q1, zijn teamgenoot Valtteri Bottas nam de pole position voor Vettel. Vettel won de race en Hamilton werd vierde.
In het laatste weekend van het 2017 seizoen, Grand Prix van Abu Dhabi, nam Bottas pole voor Hamilton. Bottas won de race en Hamilton werd tweede. Vettel werd derde. Doordat Hamilton ook weer in deze race punten eindigde scoorde hij in elke race punten in hetzelfde seizoen dat hij wereldkampioen werd. Enkel twee andere wereldkampioenen hebben dat kunnen doen Juan Manuel Fangio in 1954 en 1955 en Michael Schumacher in 2002.

#### Seizoen 2018
Hamilton begon zijn seizoen zoals hij deed in 2017. Hij veroverde de pole positie in Australië met acht tienden voorsprong om Räikkönen. Zijn titelrivaal van vorig jaar, Vettel, werd derde. In de race behield Hamilton de leiding na de start. Alles leek er op dat hij de race ging winnen, maar door een virtual safety car kon Vettel de leiding nemen. Hamilton snapte hier niks van, omdat hij dacht dat hij alles juist had gedaan. Mercedes verklaarde na de race dat er een fout was in hun software waardoor Vettel voor Hamilton geraakte. Vettel won de race voor Hamilton en Räikkönen.
De tweede race van het seizoen was dit keer niet in China maar in Bahrein. Hamilton kwalificeerde zich als vierde. Hij ging echter pas als negende starten, doordat hij een vijf plaats grid-penalty kreeg door zijn gearbox te vervangen. Ferrari kon de eerste startrij volledig bezetten met Vettel in pole. Vettel won de race en Hamilton kon toch nog derde worden, mede doordat Räikkönen uitviel.
De eerste vrije training begon goed voor Hamilton in China. Hij was snelste en hoopte zijn eerste overwinning te halen van het seizoen. Dat was echter niet het geval. Hij kwalificeerde zich weer vierde en dat terwijl de Ferrari’s weeral de eerste rij hadden én Vettel weeral in pole. Hamilton finishte als vierde, Vettel finishte pas achtste door een botsing met Verstappen. Daniel Ricciardo won de race, mede dankzij een goede strategie van Red Bull Racing.
Na een teleurstellend weekend in China hoopte Hamilton dit keer in Rusland wel te winnen. Vettel greep weeral pole en Hamilton startte als tweede. Bij de start kon hij Vettel niet passeren en Vettel reed daarna al vlug weg van Hamilton. Na de pit-stop van Hamilton en Vettel had Bottas de leiding. Bottas kon de leiding behouden door een safety car, nadat beide Red Bulls elkaar geraakt hadden. Na de re-start maakte Vettel een gewaagde poging om Bottas te passeren. Dat lukte niet en daardoor verloor hij verschillende plaatsen. Het zag er naar uit dat Mercedes een 1-2 ging halen tot Bottas over een stukje debri reed van een van de Red Bulls. Bottas kreeg een platte band en had een DNF. Hamilton kreeg zo de leiding en had zijn eerste overwinning van het seizoen. Echt blij was hij niet, omdat hij zelf vond dat hij het niet verdiende.
Nog fris van zijn overwinning kwam Hamilton positief naar de Grand Prix van Spanje. Hij was snelste in de tweede en derde vrije training en kon in de kwalificatie zijn tweede pole van 2018 veroveren. Tijdens de race verliep alles perfect en won Hamilton de Grand Prix van Spanje, zijn tweede overwinning van het seizoen. Doordat Bottas tweede eindigde haalde Mercedes hun eerste 1-2 van het seizoen. Vettel finishte vierde waardoor Hamilton de leiding kreeg in het kampioenschap, met een voorsprong van 17 punten.
Hamilton verwachte een moeilijk weekend in Monaco zeker doordat hij vorig jaar zevende eindigde. Hij kon zich als derde kwalificeren, maar Vettel had zich op plaats twee gekwalificeerd. Ricciardo nam pole. De race zelf had geen verandering voor de top drie. Ricciardo won de race en kreeg zijn wraak voor wat er was gebeurd in 2016. Vettel werd tweede en Hamilton werd derde. Hierdoor werd zijn voorsprong van zeventien punten verkleind tot veertien punten.
Voor de Grand Prix van Canada kon Hamilton het record van meeste overwinningen in Canada van Michael Schumacher evenaren van zes overwinningen. In de vrije trainingen werd al duidelijk dat Mercedes niet goed had gedaan door hun motorupgrade uit te stellen naar de volgende race. Vettel nam pole en Hamilton was pas vierde. Vettel won de race en Hamilton finishte vijfde. Door dit resultaat nam Vettel de wk-leiding terug. Hij had nu een voorsprong van één punt.
De Grand Prix van Frankrijk was de eerste race van de zogenaamde ‘triple-header’. Dit betekende drie races in drie weekends. Hamilton domineerde het hele weekend. Hij was snelste in de eerste en tweede vrije training, hij ging in de derde vrije training niet naar buiten door de regen, en was snelste in Q1, Q2 en Q3. Hij behaalde hierdoor zijn derde pole van het jaar en zijn 75ste pole in zijn carrière. In de race reed hij de hele tijd aan de leiding en won de race op dominante wijze. Vettel finishte vijfde doordat hij teruggevallen was aan het begin van de race. Hamilton kreeg de leiding van het kampioenschap terug met een voorsprong van veertien punten.
De tweede race van de triple-header was in Oostenrijk. Hamilton kon de pole net niet nemen, zijn teamgenoot Valtteri Bottas was net iets sneller dan Hamilton en kreeg de pole. Bij de race was Hamilton sneller gestart dan Bottas en reed nu aan de leiding. Het zag er naar uit dat Hamilton ging winnen, maar doordat zijn banden al te versleten waren moest hij nog eens pitten. Hij had nu de nieuwste banden op track en hoopte posities goed te maken. Niks was minder waar, Hamilton had een DNF door een mechanisch probleem. Hierdoor had Mercedes een dubbele DNF aangezien Bottas eerder in de race een gearbox probleem had en ook een DNF had. Max Verstappen won de thuisrace van Red Bull Racing en won zijn eerste race van het seizoen. Door Hamilton zijn DNF had Vettel terug de leiding met één punt.
De derde race en laatste van de triple-header was Hamilton zijn thuisrace. Hij kon de eerste rijder worden die zes keer achter elkaar eenzelfde Grand Prix wint. Hij kan pole veroveren, maar ook maar net. Vettel staat op de tweede plaats slechts 0,044 seconde achter hem. Hamilton zijn start is niet goed en Vettel rijdt in de leiding. In bocht twee wordt Hamilton geraakt door Räikkönen en spint. Hij valt terug naar laatste plaats en kan terugrijden naar de tweede plaats. Vettel wint de race en behoudt zijn leiding in het kampioenschap.
De voorlaatste race voor de zomerstop is Vettel zijn thuisrace. De Grand Prix van Duitsland. Tijdens de kwalificatie moet Hamilton toekijken hoe Vettel pole verovert terwijl hij niet door Q2 geraakt door een hydraulisch lek. Hij moet veertiende starten. Bij de race maakt hij veel posities goed en racet een hele tijd vijfde. Doordat er stilaan regen begint te vallen, maakt Red Bull de gok om Verstappen binnen te halen en op intermediums te zetten. Deze gok is een slechte gok want de regen verminderd. Hamilton haalt hier wel voordeel uit en wordt zo vierde. Verstappen verandert zijn banden terug naar slicks, maar nadat hij dat gedaan heeft begint het terug harder te regenen. Vettel maakt een rem fout en crasht in dezelfde bocht waar Michael Schumacher ook gecrashed was. Vettel heeft zijn eerste DNF van het seizoen. Door de safety car pitten Räikkönen en Bottas waardoor Hamilton de leiding heeft. Hamilton wint de race en verovert de leiding weer over het kampioenschap, met een voorsprong van zeventien punten.
De Grand Prix van Hongarije was de laatste race voor de zomerstop. Mercedes verwachtte een moeilijk weekend, net zoals bij Monaco. Tijdens de vrije trainingen was al snel duidelijk dat ze het moeilijk gingen krijgen. Hamilton was in FP1 en FP2 vijfde en Bottas vierde. Enkel in FP3 was Hamilton vierde en Bottas tweede. In de kwalificatie regende het en dat bracht Mercedes geluk. Hamilton kon pole nemen en Bottas plaats twee. Beide Ferrari’s waren op plaats drie en vier, Vettel pas op plaats vier. Daniel Ricciardo lag er al uit in Q2 en Verstappen was slechts zevende. Dit was goed voor Mercedes voor in de race. Hamilton won de race voor de zesde keer voor Vettel en Räikkönen. Bottas was pas vijfde. Hamilton had een voorsprong van 24 punten in het kampioenschap en ging gerust in de zomerstop.
Na de zomerstop kwam de Formule 1 terug naar België. Mercedes en Ferrari kwamen beide met een nieuwe upgrade voor de motor. Tijdens de vrije trainingen werd het snel duidelijk dat Ferrari een snellere motor had. Tijdens de kwalificatie maakte Ferrari bij Kimi Räikkönen in Q3 een fout waardoor hij geen laatste lap kon doen. Bij Vettel was de batterij niet meer voldoende opgeladen waardoor ook hij geen perfecte ronde kon neerzetten. Hierdoor kon Hamilton pole nemen. Bij de start van de race verremde Nico Hülkenberg zich en botste zo op Fernando Alonso. Alonso vloog over Charles Leclerc, wiens hoofd beschermd wordt door de halo. Terwijl dit gebeurde kon Vettel Hamilton passeren op het rechte stuk. Door het incident met Hülkenberg, Alonso en Leclerc kwam de safety car naar buiten. Vettel had Hamilton net op tijd gepasseerd zodat hij eerste was. Na de safety car had Hamilton geen enkele kans meer om Vettel in te halen. De Ferrari was gewoon te snel. Hierdoor kon Vettel zijn achterstand verkleinen tot 17 punten.
Een week na de Grand Prix van België was het de Grand Prix van Italië, de thuisrace van Ferrari. Ferrari hoopte voor hun eerste winst op Monza sinds 2010. Het weekend begon goed toen Räikkönen pole nam en Vettel tweede werd. Hamilton kwalificeerde als derde. Bij de start bleef de top 3 hetzelfde na de eerste bocht. In bocht 3 maakte Hamilton en Vettel contact waardoor Vettel omgekeerd kwam te staan. Hamilton kon de race winnen voor Räikkönen en Bottas. Vettel werd slechts vierde, hierdoor werd Hamiltons voorsprong vergroot tot 30 punten.
Na Monza kwam Singapore. Dit circuit stond bekend als Mercedes hun zwakke plek. De beide Ferrari’s waren topfavoriet en Red Bull kon misschien ook wel meedoen voor pole en de overwinning. Er stond echter geen Ferrari op pole, Hamilton nam pole met een ruime marge op Max Verstappen en Vettel. Hamilton reed een foutloze race en vergrootte zijn voorsprong met 40 punten.
Na de mentale tik die Hamilton had uitgedeeld op het ‘zwakke’ circuit van Mercedes aan Ferrari en Vettel, moest en zou Vettel zicht herstellen in Rusland. Tijdens de tweede en derde vrije training werd het snel duidelijk dat Vettel een heel speciale ronde moest rijden om op pole te kunnen staan. Dit lukte Vettel net niet, Bottas nam pole voor Hamilton. Tijdens de race maakte Mercedes een controverse beslissing dat Bottas, die aan de leiding reed, Hamilton moest doorlaten. Bottas deed dit en Lewis won de race. Zijn voorsprong werd nogmaals vergroot met 10 punten, 50 punten dus.
De Grand Prix van Japan is een van Hamiltons favorieten. Tijdens Q3 maakte eerste titelrivaal Ferrari een kostbare fout door beide rijders op intermediates naar buiten te sturen. De baan was nog niet nat genoeg voor dit type band. Terwijl Ferrari problemen had reed Hamilton een goede tijd en zette het op pole voor Bottas. Op de slicks probeerde Ferrari het nog recht te trekken, maar Räikkönen werd pas vierde en Vettel, door een extra foutje, negende. Hamilton stond hierdoor 8 plaatsen voor Vettel. Dit was tevens Hamiltons 80e pole. Vettel kon een positie hoger starten door een grid-penalty van Esteban Ocon. Hamilton raakte goed weg bij de start hij reed heel de Grand Prix aan de leiding en won. Bottas werd tweede voor Verstappen. Vettel werd zesde mede door een botsing met Verstappen. Hamilton heeft nu een voorsprong van 64 punten.

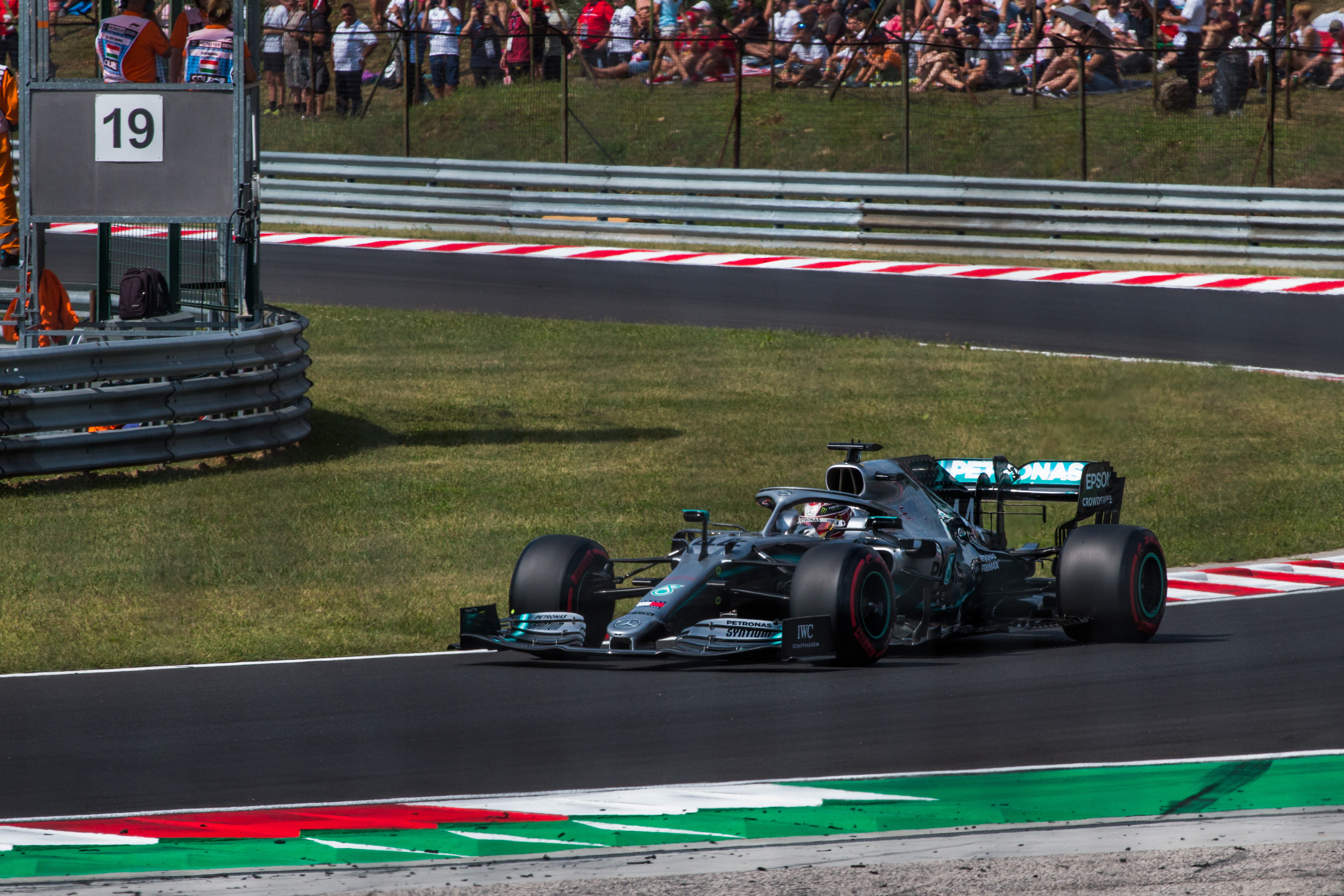
Lewis Hamilton tijdens de GP van Hongarije 2019

Hamilton had zijn eerste kans om de titel binnen te halen in Amerika. Als hij de race won en Vettel werd derde was de titel binnen. Hij moest 8 punten meer dan Vettel scoren. Vettel begon al slecht aan het weekend door een 3 plaatsen grid-penalty te krijgen. Hij vertraagde niet voldoende voor de rode vlag, waardoor de FIA hem een penalty gaf. Hamilton nam pole en Vettel kwalificeerde 2e, maar hij moest dan starten als 5e. Hamiltons start was niet goed genoeg en Raïkkonen stak hem voorbij. Door een VSC besloot Mercedes om Hamilton binnen te halen om zo Raïkkonen te kunnen passeren. Zo gezegd zo gedaan, maar later in de race moest Hamilton nog een keer pitten door blisstering aan zijn banden. Hierdoor werd Hamilton derde, Vettel eindigde vierde.Hamilton was dus nog geen wereldkampioen. Raïkkonen won voor het eerst weer een race sinds Australië 2013.
In de race die daarop volgde in Mexico moest Hamilton 7e worden om zijn wereldtitel veilig te stellen. Hij finishte als 4de in een race die werd gedomineerd door de Nederlander Max Verstappen. Met deze 4e plaats verzekerde hij zichzelf van zijn 5e titel in de Formule 1 en evenaarde daarmee Juan Manuel Fangio, die tussen 1951 en 1957 ook 5x wereldkampioen werd.
Tijdens de Grand Prix van Brazilië won Hamilton voor het eerst in zijn carrière een race nadat hij wereldkampioen was geworden, dat was hem in 2008, 2014, 2015 en 2017 niet gelukt, waar uiteraard bijgezegd dient te worden dat hij in 2008 en 2014 pas in de laatste race wereldkampioen werd. Ook pakte hij voor het eerst in zijn carrière een pole position nadat hij wereldkampioen was geworden. Hij kreeg deze overwinning wel in de schoot geworpen omdat de leider in de wedstrijd, Max Verstappen, in de rondte werd getikt door een achterblijver die op verse banden zichzelf van een ronde achterstand wilde ontdoen. Hamilton kon de twee passeren en zag Verstappen nog dichtbij komen maar wist zijn eerste plek te behouden.
De laatste race van het seizoen in Abu Dhabi pakte Hamilton wederom pole en kwam na 55 rondes als eerste over de streep en behaalde zo een record aantal van 408 punten in over het hele seizoen. Hij eindigde het seizoen met 88 punten voorsprong op de nummer 2, Sebastian Vettel.

#### Seizoen 2019
Het seizoen van 2019 begon zoals vorig jaar in Australië. Hamilton nam pole voor teamgenoot Bottas en Vettel. Hamilton had een slechte start en verloor de leiding aan Bottas. Bottas won de race voor Hamilton en Verstappen.
De Grand Prix van Bahrein was de tweede race van het seizoen. Charles Leclerc nam zijn allereerste pole, Hamilton kwalificeerde zich als vierde. Hamilton wint de race doordat Leclerc een motor probleem had.
De Grand Prix van China was de 1000e race van Formule 1. Bottas nam pole en Hamilton was tweede. Hamilton had een goede start en nam de leiding. Hamiltons overwinning kwam niet in gevaar en hij won de 1000e race. Mercedes scoorde opnieuw een 1-2, wat nu al de 3e was van het seizoen.
De volgende race was in Azerbeidzjan. Bottas nam pole voor Hamilton. Tijdens de race veranderde de volgorde niet en Bottas won. Hierdoor kreeg Bottas opnieuw de leiding van het kampioenschap.
Bottas zijn teamgenoot nam pole in de Grand Prix van Spanje. Hamilton kwalificeerde tweede. Hamilton won uiteindelijk de race voor Bottas en Verstappen. Hij nam opnieuw de leiding van het kampioenschap.
Monaco heeft wellicht de belangrijkste kwalificatie van het jaar. Net voor de Grand Prix is Formule 1 legende Niki Lauda overleden. Als eerbetoon aan hem had Mercedes een rode Halo geplaatst. Hamilton zelf veranderde zijn helm, ook als eerbetoon aan Niki Lauda. Hamilton nam net pole voor Bottas en Verstappen. Hamilton kwam in de problemen tijdens de race doordat Mercedes de medium band op zijn wagen had gezet. Deze degradeerde sneller dan verwacht en Verstappen probeerde hem in te halen. Dankzij het circuit kon Hamilton de leiding behouden en won deze race. Deze overwinning droeg hij op aan Niki Lauda.
De Grand Prix van Canada was een van de meest controversiële races van het seizoen. Vettel nam pole voor Hamilton en Leclerc. Tijdens de race zette Hamilton Vettel onder druk tot Vettel een fout maakte. Hij verloor de controle en reed op het gras. Toen Vettel terug op de baan wou komen, reed hij bijna op Hamilton. Als gevolg hiervan kreeg Vettel een 5 seconde penalty. Hamilton kon Vettel niet meer inhalen, maar doordat hij minder dan 5 seconden volgde op Vettel won Hamilton de race. Vettel was woedend en verwisselde het nummer 1 en 2 bord dat voor hun auto’s stonden. Hamilton behield de leiding in het kampioenschap.
De Grand Prix van Frankrijk staat bekend als de saaiste race van 2019. Hamilton nam pole en zette deze om in winst.
De Grand Prix van Oostenrijk was normaal een circuit dat de Mercedes goed lag. Dit jaar was dit anders. Hamilton kon zich pas als vierde kwalificeren, net achter teamgenoot Bottas. Tijdens de race was het niet veel beter en Hamilton eindigde de race op plaats vijf. Hamilton behield de leiding van het kampioenschap, met een voorsprong van 31 punten op Bottas.
De volgende race was de thuisrace van Lewis Hamilton. Bottas nam met 0,006s pole voor Hamilton in de Grand Prix van Groot-Brittannië. In het begin van de race vechten Hamilton en Bottas enkele keren, maar Bottas behoudt de leiding. Bottas pit voor Hamilton, waardoor deze nu in vrije lucht reed. Door een Safety Car kon Hamilton een ‘Free pitstop’ maken en kwam de pits uit voor Bottas. Hierdoor kon Hamilton winnen, voor Bottas en Leclerc.
De Grand Prix van Duitsland stond in teken van het 125 jaar bestaan van Mercedes in de autosport. Hamilton begon het weekend goed door pole te grijpen, ondanks dat hij ziek was. De race begon achter de Safety Car door hevige regen. Na de Safety Car kon de race doorgaan, maar na een ronde kwam de safety car alweer op de baan door een crash van Sergio Pérez. Tijdens de race wordt het weer droog en veranderde Hamilton naar droge banden. Leclerc crashed zijn wagen en een ronde later rijdt ook Hamilton tegen de muur. Hierbij beschadigt hij zijn front-wing. Hamilton kreeg een 5-seconde penalty doordat hij achter het paaltje de laatste pit straat inreed. Zowat alles ging fout wat fout kon gaan en Hamilton eindigt de race op plaats 11 eindigt. Dit resultaat veranderde later nog in een negende plaats, doordat beide Alfa Romeo’s gediskwalificeerd werden.
Na het slechte weekend in Duitsland wilde Mercedes en Hamilton zich herpakken in de Grand Prix van Hongarije. Hamilton kwalificeerde zich als derde achter Verstappen, die zijn eerste pole nam, en Bottas. Hamilton kan bij de start Bottas passeren en komt tweede te liggen. Bottas zijn voorvleugel wordt geraakt door Leclerc en valt hierdoor terug naar achteren. Het gevecht om de overwinning gaat vanaf dat moment tussen Hamilton en Verstappen. Beide de Ferrari’s vielen al snel terug. Mercedes maakte de strategie keuze om een tweede pit stop te maken voor Hamilton en hem op de medium band te zetten. Hamilton moet iedere lap meer dan een seconde goedmaken op Verstappen om hem te kunnen inhalen. Hamilton slaagt hierin, mede door de snelle degradatie van de banden van Verstappen, en kan Verstappen voorbij. Door deze perfect uitgevoerde strategie wint Hamilton de race voor Verstappen en Vettel.
Na de zomerstop komt de Formule 1 terecht in België. Leclerc neemt zijn derde pole van het seizoen voor Vettel en Hamilton. Na de kwalificatie is het Formule 2, waarbij er een groot ongeluk plaats vindt. De jonge racer Anthoine Hubert overlijdt aan een erg zwaar incident. Op zondag eren de rijders hem met een minuut stilte en een zwarte band om de arm. De Ferrari’s hadden de snelheid in de kwalificatie maar de Mercedes’ hadden de racepace. In de laatste vijf ronden komt Hamilton nog erg dicht bij Leclerc maar Leclerc weerstaat de druk en wint de race. Deze draagt hij op aan zijn overleden vriend Antoine Hubert. Hamilton eindigt tweede voor teamgenoot Bottas.
De volgende race was de race Mercedes hun rivalen, Ferrari. Leclerc nam pole in Italië voor Hamilton en Bottas. Deze kwalificatie is gekenmerkt door het feit dat geen van de tien rijders uit Q3 een laatste run hebben kunnen doen. Doordat ze allemaal een slipstream wouden, wou niemand vooral. Hierdoor haalde niemand op tijd de finish. In de race probeerde Hamilton verschillende aanvallen op Leclerc, die deze afsloeg. Hamilton zijn banden degradeerde hierdoor echt snel en viel terug. Bottas haalde Hamilton in zodat deze misschien nog kans maakte. Leclerc won de Grand Prix voor Bottas in Italië. Het was al van 2010 geleden dat een Ferrari rijder de race won.
De Grand Prix van Singapore zou een zwak circuit moeten geweest zijn voor de Ferrari’s door de vele trage bochten. Desondanks neemt Leclerc pole voor Vettel en Hamilton. Door een mindere strategie finisht Hamilton pas als vierde terwijl Vettel wint voor Leclerc en Verstappen.

#### Seizoen 2020
Hamilton reed tijdens de eerste race van 2020 niet goed. Hij kwalificeerde zich als tweede maar viel terug naar de vierde plaats in de race, omdat hij Albon raakte terwijl de Red-Bull coureur een inhaal actie maakte en Hamilton een terechte straf kreeg.  De tweede race, op het zelfde circuit, in Oostenrijk, ging beter. Hij kwalificeerde op pole met ruim één seconde voorsprong op nummer twee, Max Verstappen. Hij won de race met een ruime voorsprong op Bottas. Race nummer drie op de Hungaroring; Hamilton won met een ruime voorsprong op nummer twee, Verstappen, en nam de leiding in het kampioenschap over van Bottas. De volgende race was de thuisrace van Hamilton, hij kwalificeerde op pole en won de race. Ondanks dat hij in de laatste ronde een lekke band had, was zijn voorsprong op Verstappen (die supersnel dichterbij kwam) groot genoeg om toch als eerste over de eindstreep te komen.
Race vijf was de Grand Prix van het 70-jarig jubileum en werd gehouden op het circuit van Silverstone. Verstappen won de race en Hamilton werd tweede. De Grand Prix van Spanje werd door Hamilton gewonnen en hij versterkte zijn leiding in het kampioenschap. Een jaar na het tragische accident van Anthoine Hubert in Spa kwam het hele F1-circus terug naar de iconische racebaan. Hamilton kwalificeerde op pole, met als tweede teamgenoot Bottas. De Brit pakte de leiding en won de race.
Hamilton wist dat hij nog  twee race overwinningen nodig had om gelijk te komen met recordhouder Michael Schumacher. Hij pakte pole in Monza maar wist dit niet te verzilveren tijdens de race. De Haas van Magnussen stond naast de pit straat stil en er kwam een safety car. Hamilton ging direct de pit in maar de pit straat was al gesloten, duidelijk aangegeven met de knipperende lichten. Hamilton kreeg terecht een 10 seconden stop en go penalty. Door deze straf viel hij terug naar laatste plaats in de race. Hij wist zich nog terug te vechten tot de zevende plaats. De daaropvolgende race was ook in Italië, namelijk de testbaan van Ferrari, op Mugello. Hamilton wist de chaotische race vanaf pole te winnen en zege nummer 90 was binnen.
In Rusland wist Hamilton maar net een snelle ronde te starten in Q2 vlak voordat Vettel een ongeluk kreeg. Hij was door naar Q3 en pakte pole. Een proefstart op de verkeerde plek gaf hem tien seconden straftijd en hij werd uiteindelijk derde, achter teamgenoot Bottas en Verstappen. Op de Nürburgring, waar de Grand Prix van de Eifel werd gehouden, lukte Hamilton het om als eerste over de lijn te komen en de 91e Grand Prix was binnen waarmee hij het record aantal GP overwinningen van Michael Schumacher evenaarde. Hij kreeg voor deze prestatie een geschenk van de familie Schumacher, namerlijk een van originele racehelmen van MIchael Schumacher, hij kreeg deze helm van diens zoon Mick. Bij de Grand Prix van Portugal, op een nieuwe baan, kwalificeerde Hamilton op pole en won hij ook de race en haalde en daarmee meer overwinningen dan Michael Schumacher. Bij de Grand Prix van Emilia-Romagna startte Bottas vanaf pole. Door een virtuele safety car veroorzaakt door een uitvalbeurt van Esteban Ocon wist Hamilton voor Bottas uit de pits te komen en uiteindelijk de race te winnen.
Hamilton heeft de race van Sakhir niet gereden, omdat hij COVID-19 had opgelopen. Zijn plek werd overgenomen door George Russell.
Bij de laatste race van het seizoen in Abu Dhabi was Hamilton weer terug, wist hij op het podium te eindigen en het seizoen met een totaal van 347 punten af te sluiten.

#### Seizoen 2021
Het seizoen van 2021 belooft een spannend seizoen te worden, voor het eerst sinds 2013 heeft Red Bull een zeer competitieve auto die Mercedes zou kunnen uitdagen. Het seizoen begon dit jaar in Bahrein. Max Verstappen kon zijn Red Bull op pole zetten met Hamilton op plaats twee. Door een uitstekende strategie van Mercedes kon Hamilton deze race winnen voor Verstappen met Bottas op P3.
Hamilton kon de pole nemen in Imola voor de Red Bull rijders Sergio Perez en Max Verstappen. Verstappen had de betere start en kon zowel Hamilton als Perez passeren. Tijdens de race had Hamilton de snelheid maar door een foutje reed hij in de muur en beschadigde zo zijn voorvleugel. Hamilton had geluk dat George Russell en Bottas crashten waardoor de safety car naar buiten kwam. Hierdoor verloor Hamilton maar enkele plaatsen. Hamilton kon zo nog tweede eindigen achter Verstappen. Hij behield de leiding in het kampioenschap met 1 punt, door het punt van de snelste ronde.
Hamilton kon zich als tweede kwalificeren bij de grand prix van Portugal achter Bottas. In de race kon Hamilton Bottas passeren en reed zo naar de overwinning. Verstappen kon Bottas ook inhalen en eindigde op de tweede plaats. Het werd nu al duidelijk dat er echte titelstrijd zou losbarsten tussen Hamilton en Verstappen.
In Spanje was Hamilton oppermachtig en kon zo de poleposition en de overwinning voor zich op eisen. Verstappen eindigde opnieuw als tweede. Het verschil in punten was nu 14 punten.
Monaco was geen goed weekend voor Hamilton, hij kon zich slechts als zevende kwalificeren terwijl Max Verstappen de pole kon nemen. Tijdens de race kon Hamilton geen posities goedmaken en scoorde maar 7 punten, mede door het punt van de snelste ronde. Verstappen won de race en kon zo de leiding in het kampioenschap overnemen.
Bij de Grand Prix van Azerbeidzjan kon Charles Leclerc de pole nemen voor Verstappen en Hamilton. Hamilton kon Leclerc passeren in ronde 2 maar verloor de leiding aan Verstappen tijdens de pitstops. Tegen het einde van de race kreeg Verstappen een klapband op het lange rechte stuk wat het einde van zijn race betekende. Door de harde crash kwam er een rode vlag. Na de rode vlag was er een herstart, dit was de perfecte kans voor Hamilton om 25 gratis punten te verdienen en opnieuw de leiding te nemen. Door op zijn stuur een verkeerde setting, per ongeluk, in te schakelen verremde hij zich echter en ging rechtdoor in plaats van de bocht te nemen. Hierdoor scoorde zowel Hamilton als Verstappen geen punten.
Max Verstappen kon de pole nemen bij de Grand Prix van Frankrijk met Hamilton op plaats 2. Bij de start kon Hamilton hem passeren en reed zo aan de leiding. Door een strategische beslissing die Verstappen op nieuwe medium banden zette kon hij Hamilton in de laatste ronden nog inhalen. Door deze overwinning kon Verstappen zijn leiding in het kampioenschap vergroten.
Na de race in Frankrijk zou er twee keer in Oostenrijk gereden worden. Bij de eerste race nam Verstappen opnieuw pole met Hamilton op plaats 3. Tijdens de race kon hij Bottas passeren maar Verstappen was te snel gedurende het hele weekend. Verstappen won de race met Hamilton op plaats 2.
Bij het tweede weekend in Oostenrijk was Verstappen opnieuw dominant. Hij nam opnieuw de pole en overwinning op dominante wijze, dit terwijl Hamilton de race pas eindigde als vierde. Hierdoor had Verstappen nu een voorsprong van 32 punten.
De race in Groot-Brittannië, tevens Hamiltons thuisrace, was de volgende race. Voor het eerst in de geschiedenis van de Formule 1 werd er ook een sprintrace (op zaterdag) georganiseerd. Deze korte race zou de startgrid voor de race op zondag bepalen. Hamilton kon de pole nemen voor Verstappen tijdens de kwalificatie. Tijdens de sprintrace kon Verstappen Hamilton passeren en reed zo met gemak naar de overwinning. Verstappen scoorde hierdoor 3 punten en Hamilton 2, Verstappen vergrootte zo zijn voorsprong naar 33 punten. Verstappen die op zondag van pole mocht starten, had een iets mindere start waardoor Hamilton al gauw kwam aandringen. Tijdens de openingsronde kwam het tot een incident waar beide rijders elkaar geen ruimte wilden geven, in de Copse-bocht raakte het linkervoorwiel van Hamilton het rechterachterwiel van Verstappen. Hierdoor crashte Verstappen hard in de muur, een crash van 51G. Hamilton kreeg een tijdstraf van 10 seconden, die hij zou moeten voltooien bij zijn eerstvolgende pitstop. Hamilton kon de race alsnog winnen, door in ronde 50 Leclerc te passeren. Het verschil in het kampioenschap bedroeg nu nog maar 7 punten.
Bij de Grand Prix van Hongarije kon Hamilton voor het eerst in zes races nog eens pole halen. Hamilton had een goede start, maar diens teamgenoot niet. Bottas verremde zich en raakte zo de McLaren van Lando Norris die vervolgens de Red Bull van Max Verstappen raakte. De rode vlag werd gezwaaid vanwege de vele brokstukken op de baan. Na de rode vlag reed het veld achter de safety car, maar na één ronde ging iedereen behalve Hamilton de pit in voor droge banden. Dit was een strategische fout van Mercedes, aangezien de baan al helemaal droog was. Hamilton moet hierdoor helemaal achteraan aansluiten nadat hij alsnog zijn pitstop maakte. Hij kon nog veel plaatsen goedmaken, en finishte op plaats 2. Dit was echter een kans om veel punten uit te lopen op Max Verstappen. Verstappen had veel schade opgelopen bij de start en eindigde de race als negende. Hamilton nam de leiding in het kampioenschap over met een voorsprong van 8 punten bij het ingaan van de zomerstop.
Na de zomerstop keerde de Formule 1 terug in België. De kwalificatie werd verreden onder slechte weersomstandigheden. Tijdens Q3 crashte Lando Norris hard bij het uitkomen van eau rouge en radillion. Uiteindelijk kon Verstappen voor Russell, in de Williams en Hamilton pole nemen. Op zondag waren de weersomstandigheden nog slechter, er werd lang getwijfeld of er wel geracet kon worden. Er werden uiteindelijk drie ronden achter de safety car gereden, wat volgens de reglementen geldt als een race. Verstappen werd uitgeroepen als winnaar en er werden halve punten uitgedeeld.
Het weekend erop bevonden de rijders zich in Zandvoort, Verstappens thuisrace. Verstappen kon makkelijk de pole en de overwinning behalen met Hamilton tweemaal op plaats 2. Verstappen nam opnieuw de leiding met een voorsprong van 3 punten.
De Grand Prix van Italië is normaal gezien altijd een goed circuit voor de Mercedes, Hamilton zag dan ook zijn kans om de leiding terug te nemen in het kampioenschap. Dit weekend werd er opnieuw een sprintrace gereden. Bottas mocht op pole starten met Hamilton op P2 en Verstappen op P3. Tijdens de sprint race viel Hamilton terug naar P5, Verstappen werd tweede en verdiende zo 2 extra punten. Hij kon de race starten vanaf poleposition door een grindstraf voor Bottas. Daniel Ricciardo kon de leiding nemen bij de start, Hamilton behield de vierde plaats nadat hij even wijd werd geduwd door Verstappen. Verstappen pit in ronde 24 en heeft een trage stop, dit is een kans voor Mercedes voor de overcut. Hamilton komt binnen in ronde 26 en komt net voor Verstappen uit de pitstraat, ze gaan echter samen bocht 1 in. Beide geven elkaar geen ruimte en Verstappens auto komt op die van Hamilton terecht, een DNF voor beide is het eindresultaat.
Bij de Grand Prix van Rusland behaalde Norris zijn allereerste poleposition. Hamilton geraakte niet verder dan een vierde plaats, Verstappen nam niet deel aan de kwalificatie door een motorwissel waardoor hij sowieso als laatste zou vertrekken. Tijdens de race had Hamilton moeite met Norris te passeren, die op weg leek naar zijn eerste overwinning. Ook Verstappen had het moeilijk, hij kwam niet verder dan een zevende plaats. Door plotse regenval en de juiste tactische beslissingen kon Mercedes met Hamilton de race winnen met Verstappen op plaats 2. Norris besloot om geen pitstop te maken en door te rijden op droogweer banden, hij gooide zo zijn eerste overwinning weg. Hamilton nam opnieuw de leiding in het kampioenschap met 2 punten. Door deze race behaalde Hamilton zijn honderdste overwinning in de Formule 1.
De volgende race bevond zich in Turkije, door de vervanging van zijn verbrandingsmotor kreeg Hamilton een gridstraf van 10 plaatsen. Hij kan zich als eerste kwalificeren en dus zal hij de race starten als 11e. Valtteri Bottas wint de race voor Verstappen, Hamilton eindigde op plaats 5. Hierdoor kon Verstappen opnieuw de leiding nemen met een voorsprong van 6 punten.
De Grand Prix van de Verenigde Staten was de voorbije jaren een geschikt circuit voor de Mercedes. Het was echter Verstappen die de pole nam met Hamilton op plaats 2. Bij de start kon Hamilton Verstappen passeren, maar door een agressieve strategie van Red Bull kon Verstappen alsnog winnen met Hamilton opnieuw op P2.
De Grand Prix van Mexico is een circuit dat voor de Red Bull auto beter geschikt is. Mercedes en Hamilton verwachten dan ook een erg moeilijk weekend. Tegen alle verwachtingen in kon Mercedes een 1-2 nemen in de kwalificatie, met Bottas op P1 en Hamilton op P2. Tijdens de race waren ze echter kansloos, Verstappen won de race met een voorsprong van 16,5 seconde. Hamilton deed wat hij kon doen en eindigde de race als tweede. Verstappen had nu een voorsprong van 19 punten met nog 4 races te gaan.
Hamilton moest de race in Brazilië gaan winnen om nog kans te maken op de titel, Verstappen zijn voorsprong was ondertussen al 19 punten. Hij had echter wel een gridstraf van 5 plaatsen voor de race op zondag. Hij kon zich als eerste kwalificeren en zou de sprintrace dus op pole mogen starten. Door een fout met zijn DRS werd Hamilton gediskwalificeerd van de kwalificatie en moest als laatste starten bij de sprintrace. Tijdens de sprintrace maakte hij 15 plaatsen goed en eindigde als 5e. Verstappen finishte als tweede en verdiende 2 punten, wat zijn voorsprong vergrootte tot 21 punten. Hamilton moest de race als 10e starten, door zijn motorwissel. Verstappen nam de leiding bij de start maar kreeg al gauw Hamilton achter zich. Hamilton won de race en verkleinde hierdoor Verstappens voorsprong tot 14 punten.
Hamilton kon zijn auto op pole zetten in Qatar met Verstappen naast zich. Verstappen werd echter nog bestraft voor het negeren van een dubbele gele vlag, hij moest 5 plaatsten achteruit en zou starten als zevende. Hamilton controleerde de race en won makkelijk, Verstappen werd tweede. Doordat Verstappen het punt voor de snelste ronde kon nemen, behield hij een voorsprong van 8 punten. Niet alleen bij de rijders was het kampioenschap erg spannend, ook bij de constructeurs. Mercedes had maar een voorsprong van 2 punten.
De voorlaatste race van het seizoen was in Saoedi-Arabië op het het gloednieuwe circuit van Jeddah. Een stratencircuit gereden op hoge snelheid. Hamilton kon de pole nemen, nadat Verstappen, die op weg leek naar de pole, een foutje maakte in zijn laatste run. Bottas kwalificeerde zich als tweede. De eerste drie posities bleven hetzelfde na de start. Door een harde crash van Mick Schumacher komt er een safety car situatie en besluiten Hamilton en Bottas een pitstop te maken. Een paar ronden later komt er echter een rode vlag, wat Verstappen een gratis pit stop opleverde. Na de rode vlag kwam er opnieuw een stilstaande start, Hamilton kwam veel beter weg dan Verstappen en kon de leiding nemen. Verstappen gaf niet toe en sneed een stuk van de baan af waardoor Hamilton moest inhouden en terugviel naar de derde plek. Door crashes kwam er een opnieuw een rode vlag. Na overleg met de FIA, mocht Hamilton als tweede starten achter en Ocon op P1 en voor Verstappen op P3. Zowel Hamilton als Verstappen kwamen beter weg dan Ocon, het was echter Verstappen die de leiding kon nemen. Na lang achtervolgen had Hamilton een kans om in te halen. Verstappen sneed opnieuw een stuk van de baan af en moest van de wedstrijdleiding de positie teruggeven. Verstappen vertraagde zijn auto en ging zelfs op zijn rem staan, als gevolg hiervan reed Hamilton achterop Verstappen. Hamilton beschuldigde Verstappen van hem te "breaktesten". Verstappen liet een paar ronden later Hamilton passeren, maar nam op het rechte stuk direct de leiding terug in handen. Verstappen kreeg een tijdstraf van 5 seconden, voor "leaving the track and gaining an advantage". Hamilton kon Verstappen uiteindelijk nog inhalen en won de race. Hij behaalde ook de snelste rondetijd. Door dit extra punt stonden Hamilton en Verstappen op gelijk puntenaantal met nog één race te rijden.
Die laatste race was de GP van Abu Dhabi op 12 december 2021. Verstappen begon op poleposition en Hamilton op de tweede plaats. Bij de start haalde Hamilton direct zijn concurrent in. Vervolgens leek hij met een behoorlijke voorsprong in de race op weg naar zijn achtste wereldtitel, totdat er een safety-car kwam in ronde 53 (van in totaal 58 rondes) door een crash van Latifi. Verstappen ging vervolgens naar binnen voor een pitstop voor verse banden, wat Hamilton niet deed om zijn koppositie te behouden. Met nog een ronde te gaan mochten de achterblijvers die tussen de twee rivalen inreden de safety-car voorbijrijden, waardoor Verstappen achter Hamilton terecht kwam. Met nog 1 ronde te gaan werd de race herstart. In deze laatste ronde haalde Verstappen Hamilton in en won de race. Hamilton liep zo zijn achtste wereldtitel mis en Verstappen werd kampioen. Zijn team Mercedes diende na de race nog wel twee protesten in, maar zonder resultaat.

#### Seizoen 2022
Het seizoen 2022 is een keerpunt voor Mercedes, na acht opeenvolgende jaren van titeloverwinningen. In de voorbereiding kreeg Mercedes al te maken met problemen aan de nieuwe auto. Ze werden gezien als de nummer drie achter Red Bull en Ferrari.
Hamilton kreeg een nieuwe teamgenoot in de naam van George Russell.
Hamilton eindigde het seizoen op een zesde plaats met 240 punten, 35 minder dan teamgenoot Russell. Hij pakte voor het eerst in zijn Formule 1-carrière geen overwinning in het seizoen. Wel werd hij vijfmaal tweede in een Grand Prix.
Tijdens de seizoensopener in Bahrein kwalificeerde Hamilton zich pas als vijfde op de grid. Charles Leclerc van Ferrari domineert de kwalificatie en wint ook de race met zijn teamgenoot Carlos Sainz jr. op de tweede plaats. Na een safety car tot ronde 51, toen de race werd hervat, behield Leclerc de leiding over Verstappen, die zijn pitcrew via de radio informeerde omdat hij vermoedde dat hij een probleem met de aandrijfeenheid had. Hij werd gepasseerd door Sainz en Hamilton, toen hij zijn auto in ronde 54 uitschakelde. Hamilton beëindigt een verdiende derde plaats en scoort daarbij 15 punten.
Bij de volgende race in Saoedi-Arabië kon Hamilton zich niet beter kwalificeren dan de 16e plaats. Hij eindigt de race op een tiende plaats terwijl zijn teamgenoot Russell met een ruime voorsprong als vijfde eindigt.  Hamilton had nu 16 punten in het rijderskampioenschap, net achter Russell. Het was ook Hamilton's 180ste racestart met Mercedes, waarmee hij het record van Michael Schumacher voor de meeste gestarte races met één team overtrof.
In Australië gaat het iets beter, de Mercedesauto's van Hamilton en Russell eindigen als derde en vierde, met Hamilton op het podium. In de Grand Prix van Emilia-Romagna bij Imola valt Hamilton opnieuw tegen. Hij kwalificeerde zich als 13e en eindigde als 14e in de sprintrace en 13e in de hoofdrace. In Miami, twee weken later, komt Russell als 5e en Hamilton als 6e over de finish. Max Verstappen wint opnieuw comfortabel voor de twee Ferrari's.
In Spanje 2022 staat Hamilton vijfde achter zijn teamgenoot die op een podiumplaats jaagt, en in de GP van Monaco verslaat Russell opnieuw Hamilton, met een vijfde plaats voor een achtste plaats van Hamilton.

#### Seizoen 2023
Op 31 augustus 2023 werd bekend dat Hamilton nog voor twee seizoenen had getekend bij Mercedes.

#### Seizoen 2024
Hamilton rijdt dit seizoen voor Mercedes. Succes bleef echter uit in de eerste vijf races eindigde hij vier maal buiten de top vijf en een race viel hij uit.

#### Seizoen 2025
Op 1 februari 2024 werd bekend dat Hamilton vanaf 2025 voor het team van Ferrari rijdt, waar hij de plaats inneemt van Carlos Sainz.

## Carrière-overzicht

### Karting
| Jaar | Evenement                      | Klasse         | Resultaat |
| ---- | ------------------------------ | -------------- | --------- |
| 1995 | Super 1 National Championship  | IAME Cadet     | 1         |
| 1996 | Kartmasters British Grand Prix | Comer Cadet    | 1         |
| 1997 | Super 1 National Championship  | Formula Yamaha | 1         |
| 1998 | Torneo Industrie               | 100 Junior     | 19        |
| 1998 | Green Helmet Trophy            | Cadets         | 12        |
| 1998 | Italian Open Masters           | ICA Junior     | 4         |
| 1999 | Torneo Industrie Open          | ICA            | 1         |
| 1999 | South Garda Winter Cup         | ICA Junior     | 6         |
| 1999 | Trofeo Andrea Margutti         | 100 Junior     | 18        |
| 1999 | Italian Open Masters           | ICA Junior     | 4         |
| 1999 | European Championship          | ICA Junior     | 2         |

| Jaar | Evenement              | Klasse          | Resultaat |
| 2000 | Trofeo Andrea Margutti | Formula A       | 7         |
| 2000 | World Cup              | Formula A       | 1         |
| 2000 | European Championship  | Formula A       | 1         |
| 2000 | World Championship     | Formula A       | 20        |
| 2001 | South Garda Winter Cup | Formula Super A | 7         |
| 2001 | Italian Open Masters   | Formula A       | 4         |
| 2001 | World Championship     | Formula Super A | 15        |

### Formule Renault
| Seizoen | Series                           | Team             | Races | Wins | Pole positie | Snelste Ronden | Podiums | Punten | Positie |
| ------- | -------------------------------- | ---------------- | ----- | ---- | ------------ | -------------- | ------- | ------ | ------- |
| 2001    | Formula Renault UK Winter Series | Manor Motorsport | 4     | 0    | 0            | 0              | 0       | 48     | 7       |
| 2002    | Formula Renault UK               | Manor Motorsport | 13    | 3    | 3            | 5              | 7       | 274    | 3       |
| 2002    | Formula Renault 2000 Eurocup     | Manor Motorsport | 4     | 1    | 1            | 2              | 3       | 92     | 5       |
| 2003    | Formula Renault UK               | Manor Motorsport | 15    | 10   | 11           | 9              | 13      | 419    | 1       |
| 2003    | Formula Renault 2000 Masters     | Manor Motorsport | 2     | 0    | 0            | 0              | 1       | 24     | 12      |
| 2003    | Formula Renault 2000 Germany     | Manor Motorsport | 2     | 0    | 0            | 0              | 0       | 25     | 27      |

#### Formula Renault UK-resultaten
| Jaar | Inschrijving     | 1        | 2        | 3         | 4        | 5         | 6        | 7       | 8         | 9          | 10       | 11        | 12        | 13        | 14        | 15        | 16    | 17    | POS | Punten |
| ---- | ---------------- | -------- | -------- | --------- | -------- | --------- | -------- | ------- | --------- | ---------- | -------- | --------- | --------- | --------- | --------- | --------- | ----- | ----- | --- | ------ |
| 2002 | Manor Motorsport | BRH 1 3  | OUL 1 15 | THR 1 2S  | SIL 1 9S | THR 2 1PS | BHR 2 20 | CRO 1 6 | SNE 1 2   | SNE 2 Ret  | KNO 1 2  | BRH 3 1PS | DON 1 PS  | DON 2 4   |           |           |       |       | 3   | 274    |
| 2003 | Manor Motorsport | SNE 1 2P | SNE 2 3  | BRH 1 Ret | THR 1 2S | SIL 1     | ROC 1 PS | CRO 1 P | CRO 2 1PS | DON 1 RetP | DON 2 1S | SNE 3 1PS | BRH 2 1PS | BRH 3 1PS | DON 3 1PS | DON 4 1PS | OUL 3 | OUL 3 | 1   | 419    |

#### Formula Renault 2000 Eurocup-resultaten
| Jaar | Inschrijving     | 1   | 2   | 3   | 4   | 5   | 6     | 7      | 8       | 9     | POS | Punten |
| ---- | ---------------- | --- | --- | --- | --- | --- | ----- | ------ | ------- | ----- | --- | ------ |
| 2002 | Manor Motorsport | MAG | SIL | JAR | AND | OSC | SPA 7 | IMO 2S | DON 1PS | EST 2 | 5   | 92     |

#### Formula Renault 2000 Masters-resultaten
| Jaar | Inschrijving     | 1     | 2     | 3       | 4‡    | 5     | 6     | 7     | 8     | POS | Punten |
| ---- | ---------------- | ----- | ----- | ------- | ----- | ----- | ----- | ----- | ----- | --- | ------ |
| 2002 | Manor Motorsport | BRN 1 | BRN 2 | ASS 1 4 | ASS 2 | OSC 1 | OSC 2 | DON 1 | DON 2 | 12  | 24     |

‡ Er werden geen punten uitgedeeld bij de eerste race in Assen door een enorme crash.

### Formule 3
| Seizoen | Series                         | Team             | Races | Wins | Pole positie | Snelste Ronden | Podiums | Punten | Positie |
| ------- | ------------------------------ | ---------------- | ----- | ---- | ------------ | -------------- | ------- | ------ | ------- |
| 2003    | Britse Formule 3-kampioenschap | Manor Motorsport | 2     | 0    | 0            | 0              | 0       | 0      | NC      |
| 2003    | Korea Super Prix               | Manor Motorsport | 1     | 0    | 1            | 0              | 0       | N/A    | NC      |
| 2003    | Grand Prix van Macau           | Manor Motorsport | 1     | 0    | 0            | 0              | 0       | N/A    | NC      |
| 2004    | Formule 3 Euroseries           | Manor Motorsport | 20    | 1    | 1            | 2              | 5       | 69     | 5       |
| 2004    | Bahrain Superprix              | Manor Motorsport | 1     | 1    | 0            | 0              | 1       | N/A    | 1       |
| 2004    | Grand Prix van Macau           | Manor Motorsport | 1     | 0    | 1            | 0              | 0       | N/A    | 14      |
| 2004    | Masters of Formula 3           | Manor Motorsport | 1     | 0    | 0            | 0              | 0       | N/A    | 7       |
| 2005    | Formule 3 Euroseries           | ASM Formule 3    | 20    | 15   | 13           | 10             | 17      | 172    | 1       |
| 2005    | Masters of Formula 3           | ASM Formule 3    | 1     | 1    | 1            | 1              | 1       | N/A    | 1       |

#### Brits Formule 3-resultaten
| Jaar | Inschrijving     | Chassis      | Motor       | 1     | 2     | 3     | 4     | 5     | 6     | 7     | 8     | 9     | 10    | 11    | 12    | 13    | 14    | 15    | 16    | 17    | 18    | 19    | 20    | 21    | 22    | 23        | 24        | POS | Punten |
| ---- | ---------------- | ------------ | ----------- | ----- | ----- | ----- | ----- | ----- | ----- | ----- | ----- | ----- | ----- | ----- | ----- | ----- | ----- | ----- | ----- | ----- | ----- | ----- | ----- | ----- | ----- | --------- | --------- | --- | ------ |
| 2003 | Manor Motorsport | Dallara F303 | Mugen-Honda | DON 1 | DON 2 | SNE 1 | SNE 2 | CRO 1 | CRO 2 | KNO 1 | KNO 2 | SIL 1 | SIL 2 | CAS 1 | CAS 2 | OUL 1 | OUL 2 | ROC 1 | ROC 2 | THR 1 | THR 2 | SPA 1 | SPA 2 | DON 1 | DON 2 | BRH 1 Ret | BRH 2 Ret | NC  | 0      |

#### Korea Super Prix-resultaten
| Jaar | Inschrijving     | Chassis      | Motor       | Kwalificatie | Race |
| ---- | ---------------- | ------------ | ----------- | ------------ | ---- |
| 2003 | Manor Motorsport | Dallara F303 | Mugen-Honda | 1            | Ret  |

#### Macau Grand Prix-resultaten
| Jaar | Inschrijving     | Kwalificatie | Kwalificatierace | Hoofdrace |
| ---- | ---------------- | ------------ | ---------------- | --------- |
| 2003 | Manor Motorsport | 18           | -                | Ret       |
| 2004 | Manor Motorsport | 2            | 1                | 14        |

#### Formule 3 Euroseries-resultaten
| Jaar | Inschrijving     | Chassis          | Motor    | 1         | 2        | 3         | 4         | 5          | 6        | 7       | 8         | 9       | 10        | 11        | 12        | 13       | 14       | 15         | 16       | 17      | 18       | 19       | 20         | POS | Punten |
| ---- | ---------------- | ---------------- | -------- | --------- | -------- | --------- | --------- | ---------- | -------- | ------- | --------- | ------- | --------- | --------- | --------- | -------- | -------- | ---------- | -------- | ------- | -------- | -------- | ---------- | --- | ------ |
| 2004 | Manor Motorsport | Dallara F302/049 | Mercedes | HOC1 1 11 | HOC1 2 6 | EST 1 Ret | EST 2 9   | ADR 1 Ret  | ADR 2 5  | PAU 1 4 | PAU 2 7   | NOR 1 P | NOR 2 3S  | MAG 1 Ret | MAG 2 21S | NÜR 1 3  | NÜR 2 4  | ZAN 1 3    | ZAN 2 6  | BRN 1 7 | BRN 2 4  | HOC2 1 2 | HOC2 2 6   | 5   | 68     |
| 2005 | ASM Formule 3    | Dallara F305/021 | Mercedes | HOC1 1 PS | HOC1 2 3 | PAU 1 PS  | PAU 2 1PS | SPA 1 DSQP | SPA 2 1S | MON 1 P | MON 2 1PS | OSC 1 3 | OSC 2 1PS | NOR 1 PS  | NOR 2 1P  | NÜR 1 12 | NÜR 2 1S | ZAN 1 RetP | ZAN 2 1P | LAU 1   | LAU 2 1S | HOC2 1 P | HOC2 2 1PS | 1   | 172    |

#### Masters of Formula 3-resultaten
| Jaar | Inschrijving     | Chassis      | Motor    | Kwalificatie | Hoofdrace |
| ---- | ---------------- | ------------ | -------- | ------------ | --------- |
| 2004 | Manor Motorsport | Dallara F302 | Mercedes | 14           | 7         |
| 2005 | ASM Formule 3    | Dallara F305 | Mercedes | 1            | 1         |

### GP2-resultaten
| Jaar | Inschrijving   | 1         | 2         | 3           | 4          | 5          | 6         | 7         | 8         | 9          | 10         | 11         | 12          | 13        | 14        | 15        | 16         | 17        | 18        | 19         | 20         | 21         | POS | Punten |
| ---- | -------------- | --------- | --------- | ----------- | ---------- | ---------- | --------- | --------- | --------- | ---------- | ---------- | ---------- | ----------- | --------- | --------- | --------- | ---------- | --------- | --------- | ---------- | ---------- | ---------- | --- | ------ |
| 2006 | ART Grand Prix | VAL FEA 2 | VAL SPR 6 | IMO FEA DSQ | IMO SPR 10 | NÜR FEA 1S | NÜR SPR 1 | CAT FEA 2 | CAT SPR 4 | MON FEA 1P | SIL FEA 1S | SIL SPR 1S | MAG FEA 19S | MAG SPR 5 | HOC FEA 2 | HOC SPR 3 | HUN FEA 10 | HUN SPR 2 | IST FEA 2 | IST SPR 2S | MNZ FEA 3S | MNZ SPR 2S | 1   | 114    |

## Formule 1-carrière

### Teams
| Jaar/jaren  | Team             |
| ----------- | ---------------- |
| 2007 – 2012 | McLaren-Mercedes |
| 2013 – 2024 | Mercedes         |
| 2025        | Ferrari          |

### Statistiek
Onderstaande tabel is bijgewerkt tot en met de Grand Prix van Hongarije 2025.
|                           | 2007 | 2008 | 2009 | 2010 | 2011 | 2012 | 2013 | 2014 | 2015 | 2016 | 2017 | 2018 | 2019 | 2020 | 2021 | 2022 | 2023 | 2024 | 2025 * | Totaal           |
| ------------------------- | ---- | ---- | ---- | ---- | ---- | ---- | ---- | ---- | ---- | ---- | ---- | ---- | ---- | ---- | ---- | ---- | ---- | ---- | ------ | ---------------- |
| Aantal ingeschreven races | 17   | 18   | 17   | 19   | 19   | 20   | 19   | 19   | 19   | 21   | 20   | 21   | 21   | 16   | 22   | 22   | 22   | 24   | 13 *   | 369 (369 starts) |
| Aantal zeges              | 4    | 5    | 2    | 3    | 3    | 4    | 1    | 11   | 10   | 10   | 9    | 11   | 11   | 11   | 8    | 0    | 0    | 2    | 0 *    | 105              |
| Aantal polepositions      | 6    | 7    | 4    | 1    | 1    | 7    | 5    | 7    | 11   | 12   | 11   | 11   | 5    | 10   | 5    | 0    | 1    | 0    | 0 *    | 104              |
| Aantal snelste rondes     | 2    | 1    | 0    | 5    | 3    | 1    | 1    | 7    | 8    | 3    | 7    | 3    | 6    | 6    | 6    | 2    | 4    | 2    | 0 *    | 67               |
| Aantal podiumplaatsen     | 12   | 10   | 5    | 9    | 6    | 7    | 5    | 16   | 17   | 17   | 13   | 17   | 17   | 14   | 17   | 9    | 6    | 5    | 0 *    | 202              |
| Aantal WK-punten          | 109  | 98   | 49   | 240  | 227  | 190  | 189  | 384  | 381  | 380  | 363  | 408  | 413  | 347  | 387½ | 240  | 234  | 223  | 109 *  | 4971½            |
| Eindstand WK              | 2    | 1    | 5    | 4    | 5    | 4    | 4    | 1    | 1    | 2    | 1    | 1    | 1    | 1    | 2    | 6    | 3    | 7    | 6 *    |                  |

* Seizoen loopt nog.

### Formule 1-resultaten
| Kleur  | Resultaat                       |
| ------ | ------------------------------- |
| Goud   | Winnaar                         |
| Zilver | Tweede plaats                   |
| Brons  | Derde plaats                    |
| Groen  | Gefinisht (punten behaald)      |
| Blauw  | Gefinisht (geen punten behaald) |
| Blauw  | Niet geklasseerd (NC)           |
| Paars  | Uitgevallen (DNF)               |
| Rood   | Niet gekwalificeerd (DNQ)       |

| Kleur   | Resultaat                              |
| ------- | -------------------------------------- |
| Zwart   | Gediskwalificeerd (DSQ)                |
| Wit     | Niet gestart (DNS)                     |
| Blanco  | Gewond (INJ)                           |
| Blanco  | Uitgesloten (EX)                       |
| Blanco  | Teruggetrokken (WD) / Niet deelgenomen |
| 1, 2, 3 | Sprint positie (punten behaald)        |
| P       | Poleposition                           |
| S       | Snelste ronde                          |

#### 2007 – 2016
| Jaar | Inschrijving                  | Chassis                | Motor                         | 1        | 2       | 3       | 4      | 5        | 6      | 7        | 8      | 9       | 10      | 11     | 12      | 13      | 14       | 15      | 16       | 17       | 18       | 19      | 20        | 21     | Pos.   | Punten |
| ---- | ----------------------------- | ---------------------- | ----------------------------- | -------- | ------- | ------- | ------ | -------- | ------ | -------- | ------ | ------- | ------- | ------ | ------- | ------- | -------- | ------- | -------- | -------- | -------- | ------- | --------- | ------ | ------ | ------ |
| 2007 | Vodafone McLaren Mercedes     | McLaren MP4-22         | Mercedes FO 108T 2.4 V8       | AUS 3    | MAL 2S  | BHR 2   | SPA 2  | MON 2    | CAN 1P | VST 1P   | FRA 3  | GBR 3P  | EUR 9   | HON 1P | TUR 5   | ITA 2   | BEL 4    | JPN 1PS | CHN DNFP | BRA 7    |          |         |           |        | Zilver | 109    |
| 2008 | Vodafone McLaren Mercedes     | McLaren MP4-23         | Mercedes FO 108V 2.4 V8       | AUS 1P   | MAL 5   | BHR 13  | SPA 3  | TUR 2    | MON 1  | CAN DNFP | FRA 10 | GBR 1   | DUI 1P  | HON 5P | EUR 2   | BEL 3P  | ITA 7    | SIN 3   | JPN 12P  | CHN 1PS  | BRA 5    |         |           |        | Goud   | 98     |
| 2009 | Vodafone McLaren Mercedes     | McLaren MP4-24         | Mercedes FO 108W 2.4 V8       | AUS DSQ  | MAL 7 ‡ | CHN 6   | BHR 4  | SPA 9    | MON 12 | TUR 13   | GBR 16 | DUI 18  | HON 1   | EUR 2P | BEL DNF | ITA 12P | SIN 1P   | JPN 3   | BRA 3    | ABU DNFP |          |         |           |        | 5      | 49     |
| 2010 | Vodafone McLaren Mercedes     | McLaren MP4-25         | Mercedes FO 108X 2.4 V8       | BHR 3    | AUS 6   | MAL 6   | CHN 2S | SPA DNFS | MON 5  | TUR 1    | CAN 1P | EUR 2   | GBR 2   | DUI 4  | HON DNF | BEL 1S  | ITA DNF  | SIN DNF | JPN 5    | KOR 2    | BRA 4S   | ABU 2S  |           |        | 4      | 240    |
| 2011 | Vodafone McLaren Mercedes     | McLaren MP4-26         | Mercedes FO 108Y 2.4 V8       | AUS 2    | MAL 8   | CHN 1   | TUR 4  | SPA 2S   | MON 6  | CAN DNF  | EUR 4  | GBR 4   | DUI 1S  | HON 4  | BEL DNF | ITA 4S  | SIN 5    | JPN 5   | KOR 2P   | IND 7    | ABU 1    | BRA DNF |           |        | 5      | 227    |
| 2012 | Vodafone McLaren Mercedes     | McLaren MP4-27         | Mercedes FO 108Z 2.4 V8       | AUS 3P   | MAL 3P  | CHN 3   | BHR 8  | SPA 8    | MON 5  | CAN 1    | EUR 19 | GBR 8   | DUI DNF | HON 1P | BEL DNF | ITA 1P  | SIN DNFP | JPN 5   | KOR 10   | IND 4    | ABU DNFP | VST 1   | BRA DNFPS |        | 4      | 190    |
| 2013 | Mercedes AMG Petronas F1 Team | Mercedes F1 W04        | Mercedes FO 108Z 2.4 V8       | AUS 5    | MAL 3   | CHN 3P  | BHR 5  | SPA 12   | MON 4  | CAN 3    | GBR 4P | DUI 5P  | HON 1P  | BEL 3P | ITA 9S  | SIN 5   | KOR 5    | JPN DNF | IND 6    | ABU 7    | VST 4    | BRA 9   |           |        | 4      | 189    |
| 2014 | Mercedes AMG Petronas F1 Team | Mercedes F1 W05 Hybrid | Mercedes PU106A Hybrid 1.6 V6 | AUS DNFP | MAL 1PS | BHR 1   | CHN 1P | SPA 1P   | MON 2  | CAN DNF  | OOS 2  | GBR 1S  | DUI 3S  | HON 3  | BEL DNF | ITA 1PS | SIN 1PS  | JPN 1S  | RUS 1P   | VST 1    | BRA 2S   | ABU 1   |           |        | Goud   | 384    |
| 2015 | Mercedes AMG Petronas F1 Team | Mercedes F1 W06 Hybrid | Mercedes PU106B Hybrid 1.6 V6 | AUS 1PS  | MAL 2P  | CHN 1PS | BHR 1P | SPA 2S   | MON 3P | CAN 1P   | OOS 2P | GBR 1PS | HON 6P  | BEL 1P | ITA 1PS | SIN DNF | JPN 1S   | RUS 1   | VST 1    | MEX 2    | BRA 2S   | ABU 2S  |           |        | Goud   | 381    |
| 2016 | Mercedes AMG Petronas F1 Team | Mercedes F1 W07 Hybrid | Mercedes PU106C Hybrid 1.6 V6 | AUS 2P   | BHR 3P  | CHN 7   | RUS 2  | SPA DNFP | MON 1S | CAN 1P   | EUR 5  | OOS 1PS | GBR 1P  | HON 1  | DUI 1   | BEL 3S  | ITA 2P   | SIN 3   | MAL DNFP | JPN 3    | VST 1P   | MEX 1P  | BRA 1P    | ABU 1P | Zilver | 380    |
| Jaar | Inschrijving                  | Chassis                | Motor                         | 1        | 2       | 3       | 4      | 5        | 6      | 7        | 8      | 9       | 10      | 11     | 12      | 13      | 14       | 15      | 16       | 17       | 18       | 19      | 20        | 21     | Pos.   | Punten |

#### 2017 – heden
| Jaar | Inschrijving                           | Chassis                           | Motor                                 | 1      | 2        | 3       | 4      | 5       | 6      | 7       | 8       | 9       | 10      | 11     | 12      | 13     | 14      | 15     | 16     | 17       | 18       | 19       | 20     | 21      | 22      | 23      | 24    | Pos.   | Punten |
| ---- | -------------------------------------- | --------------------------------- | ------------------------------------- | ------ | -------- | ------- | ------ | ------- | ------ | ------- | ------- | ------- | ------- | ------ | ------- | ------ | ------- | ------ | ------ | -------- | -------- | -------- | ------ | ------- | ------- | ------- | ----- | ------ | ------ |
| 2017 | Mercedes AMG Petronas Motorsport       | Mercedes F1 W08 EQ Power+         | Mercedes M08 EQ Power+ 1.6 V6         | AUS 2P | CHN 1PS  | BHR 2S  | RUS 4  | SPA 1PS | MON 7  | CAN 1PS | AZE 5P  | OOS 4S  | GBR 1PS | HON 4  | BEL 1P  | ITA 1P | SIN 1S  | MAL 2P | JPN 1P | VST 1P   | MEX 9    | BRA 4    | ABU 2  |         |         |         |       | Goud   | 363    |
| 2018 | Mercedes AMG Petronas Motorsport       | Mercedes F1 W09 EQ Power+         | Mercedes M09 EQ Power+ 1.6 V6         | AUS 2P | BHR 3    | CHN 4   | AZE 1  | SPA 1P  | MON 3  | CAN 5   | FRA 1P  | OOS DNF | GBR 2P  | DUI 1S | HON 1P  | BEL 2P | ITA 1S  | SIN 1P | RUS 1  | JPN 1P   | VST 3PS  | MEX 4    | BRA 1P | ABU 1P  |         |         |       | Goud   | 408    |
| 2019 | Mercedes AMG Petronas Motorsport       | Mercedes F1 W10 EQ Power+         | Mercedes-AMG F1 M10 EQ Power+ V6      | AUS 2P | BHR 1    | CHN 1   | AZE 2  | SPA 1S  | MON 1P | CAN 1   | FRA 1P  | OOS 5   | GBR 1S  | DUI 9P | HON 1   | BEL 2  | ITA 3S  | SIN 4  | RUS 1S | JPN 3S   | MEX 1    | VST 2    | BRA 7  | ABU 1PS |         |         |       | Goud   | 413    |
| 2020 | Mercedes-AMG Petronas Formula One Team | Mercedes F1 W11 EQ Performance    | Mercedes-AMG F1 M11 EQ Performance V6 | OOS 4  | STI 1P   | HON 1PS | GBR 1P | 70J 2S  | SPA 1P | BEL 1P  | ITA 7PS | TOS 1PS | RUS 3P  | EIF 1  | POR 1PS | EMI 1S | TUR 1   | BHR 1P | SAK ND | ABU 3    |          |          |        |         |         |         |       | Goud   | 347    |
| 2021 | Mercedes-AMG Petronas Formula One Team | Mercedes AMG F1 W12 E Performance | Mercedes-AMG F1 M12 E Performance V6  | BHR 1  | EMI 2PS  | POR 1   | SPA 1P | MON 7S  | AZE 15 | FRA 2   | STI 2S  | OOS 4   | GBR *21 | HON 2P | BEL 3 ‡ | NED 2S | ITA DNF | RUS 1  | TUR 5  | VST 2S   | MXS 2    | SAP 1    | QAT 1P | SAR 1PS | ABU 2   |         |       | Zilver | 387½   |
| 2022 | Mercedes-AMG Petronas Formula One Team | Mercedes AMG W13                  | Mercedes-AMG F1 M13 E Performance V6  | BHR 3  | SAR 10   | AUS 4   | EMI 13 | MIA 6   | SPA 5  | MON 8   | AZE 4   | CAN 3   | GBR 3S  | OOS 83 | FRA 2   | HON 2S | BEL DNF | NED 4  | ITA 5  | SIN 9    | JPN 5    | VST 2    | MXS 2  | SAP 32  | ABU 18† |         |       | 6      | 240    |
| 2023 | Mercedes-AMG Petronas Formula One Team | Mercedes AMG W14                  | Mercedes-AMG F1 M14 E Performance V6  | BHR 5  | SAR 5    | AUS 2   | AZE 76 | MIA 6   | MON 4S | SPA 2   | CAN 3   | OOS 8   | GBR 3   | HON 4P | BEL 74S | NED 6  | ITA 6   | SIN 3S | JPN 5  | QAT 5DNF | VST 2DSQ | MXS 2S   | SAP 8  | LSV 7   | ABU 9   |         |       | Brons  | 234    |
| 2024 | Mercedes-AMG Petronas Formula One Team | Mercedes AMG W15                  | Mercedes-AMG F1 M15 E Performance V6  | BHR 7  | SAR 9    | AUS DNF | JPN 9  | CHN 29  | MIA 6  | EMI 6   | MON 7S  | CAN 4S  | SPA 3   | OOS 64 | GBR 1   | HON 3  | BEL 1   | NED 8  | ITA 5  | AZE 9    | SIN 6    | VST 6DNF | MXS 4  | SAP 10  | LSV 2   | QAT 612 | ABU 4 | 7      | 223    |
| 2025 | Scuderia Ferrari                       | Ferrari SF-25                     | Ferrari 066/15 V6                     | AUS 10 | CHN 1DSQ | JPN 7   | BHR 5  | SAR 7   | MIA 38 | EMI 4   | MON 5   | SPA 6   | CAN 6   | OOS 4  | GBR 4   | BEL 7  | HON 12  | NED 0  | ITA 0  | AZE 0    | SIN 0    | VST 0    | MXS 0  | SAP 0   | LSV 0   | QAT 0   | ABU 0 | 6      | 109    |
| Jaar | Inschrijving                           | Chassis                           | Motor                                 | 1      | 2        | 3       | 4      | 5       | 6      | 7       | 8       | 9       | 10      | 11     | 12      | 13     | 14      | 15     | 16     | 17       | 18       | 19       | 20     | 21      | 22      | 23      | 24    | Pos.   | Punten |

- *2 Tweede in de sprintkwalificatie.
- ‡ Halve punten werden toegekend tijdens de GP van Maleisië 2009 en de GP van België 2021 omdat er minder dan 75% van de wedstrijd was afgelegd door hevige regenval.
- † Uitgevallen maar wel geklasseerd omdat er meer dan 90% van de race-afstand werd afgelegd.
- * Seizoen loopt nog.

### Sprintoverwinning
| Nr. | Grand Prix        | Constructeur     |
| --- | ----------------- | ---------------- |
| 1   | GP van China 2025 | Scuderia Ferrari |

## Trivia
- Hamilton zat in hetzelfde jaar op school (The John Henry Newman School) als profvoetballer Ashley Young.
- Hamilton is een bewonderaar van coureur Ayrton Senna.
- Hamilton had van 2007 tot en met 2015 een relatie met de Amerikaanse zangeres Nicole Scherzinger.
- Hamilton verscheen in 2011 als een Grand Touring Sports Special GBG Racer uit 2009 in de film Cars 2. Hamilton sprak zelf de stem in.[7] In 2017 werd Hamilton gecast als de virtuele assistent van Cruz Ramirez in de film Cars 3.[8]
- Hamilton is overtuigd christen.
- Hamilton is een overtuigd veganist.[9]
- Laureus World Sports Awards - 2020
- Op 31 december 2020 is Hamilton geridderd door Koningin Elizabeth en hij mag zich door deze onderscheiding 'Sir Lewis Hamilton' noemen.
- Op 15 december 2021 is Hamilton door kroonprins Charles benoemd tot Knight Bachelor.[10][11]
- In november 2022 is Hamilton gehuldigd als ereburger in Brazilië.[12]
- In 2025 was hij een van de producenten van de bioscoopfilm F1.[13]